# Portrait post-mortem en peinture

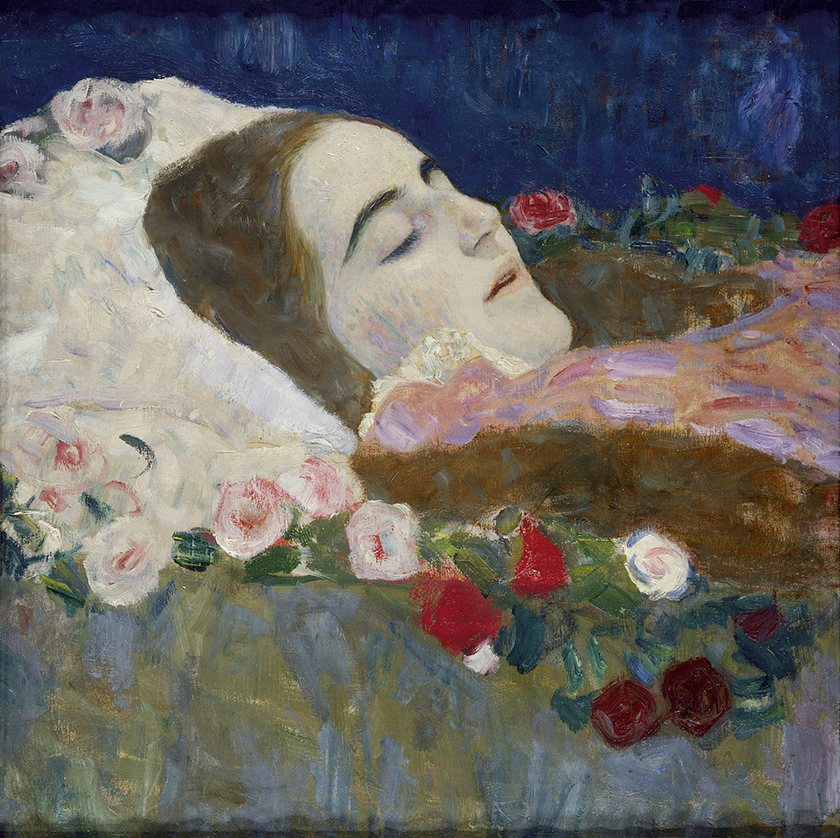
Gustav Klimt, Ria Munk sur son lit de mort, 1912.

Le portrait post-mortem en peinture est le portrait peint d'une personne morte récemment, montrée sur son lit de mort, dans son cercueil ou sur un catafalque.
Apparu à l'époque de la Haute Renaissance en Italie, Autriche et Bavière, il devient une pratique courante aux XVIIe et XVIIIe siècles dans les pays catholiques et protestants d'Europe et du Nouveau Monde.
Au XVIIe siècle, il remplit principalement un rôle de remplacement de l'être disparu pour les familles en deuil, et il s'étend aussi à l'hommage rendu aux personnages illustres. Dans ces deux fonctions, il est progressivement remplacé au cours du XIXe siècle par la photographie post-mortem.
N'étant pas considéré comme faisant partie du domaine artistique, ni de celui du portrait en particulier, le portrait post-mortem en peinture a été longtemps négligé par les historiens d'art. Depuis le début du XXIe siècle, grâce aux travaux de chercheurs et commissaires d'expositions, on tend à le considérer comme un genre pictural à part entière, tandis que des tableaux de peintres réputés sont exposés dans les plus grands musées du monde.

## Terminologie
Sous le terme de portrait mortuaire sont regroupés des portraits réalisés en présence du cadavre, post-mortem proprement dit, et des portraits de personnes inhumées ou incinérées depuis plusieurs jours ou semaines, voire années.
Le portrait post-mortem (on rencontre parfois « portrait après décès ») est à distinguer du portrait funéraire, relatif aux funérailles, où la personne décédée est représentée vivante, en buste ou par son seul visage, avec le regard dirigé vers le spectateur. Les portraits du Fayoum, insérés au niveau du visage des momies, sont les plus anciens portraits funéraires connus. Les portraits de cercueil (en) polonais de l'époque baroque constituent un autre corpus remarquable dans l'art funéraire (cf. Portraits de cercueil de la république des Deux Nations).
Le terme portrait posthume, qui inclurait dans son sens large le portrait post-mortem, est réservé habituellement aux portraits rétrospectifs de personnes peintes de façon classique et comme lorsqu'elles étaient en vie ; c'est le « portrait de reviviscence » défini par Pascale Dubus, dans Le Portrait et la mort. Parfois, l'ajout d'éléments symboliques discrets ou cryptés indique que le sujet était mort lorsque le portrait a été peint. L'un des plus fameux de ces portraits posthumes est celui de Saskia van Uylenburgh, morte à 29 ans en 1642, que Rembrandt a peint l'année suivante en rappelant la jeunesse et la beauté de son épouse. À la différence du portrait post-mortem, le portrait posthume de reviviscence ne peut pas être une œuvre photographique.
Les portraits de deuil (mourning en anglais), représentant des personnes en habit de deuil, dont il existe de très nombreux exemples en peinture (cf. notamment Mourning portraits of women), comportent parfois le corps d'un défunt ; ils ne doivent pas pour autant être rangés dans la catégorie des portraits post-mortem.

## Historique

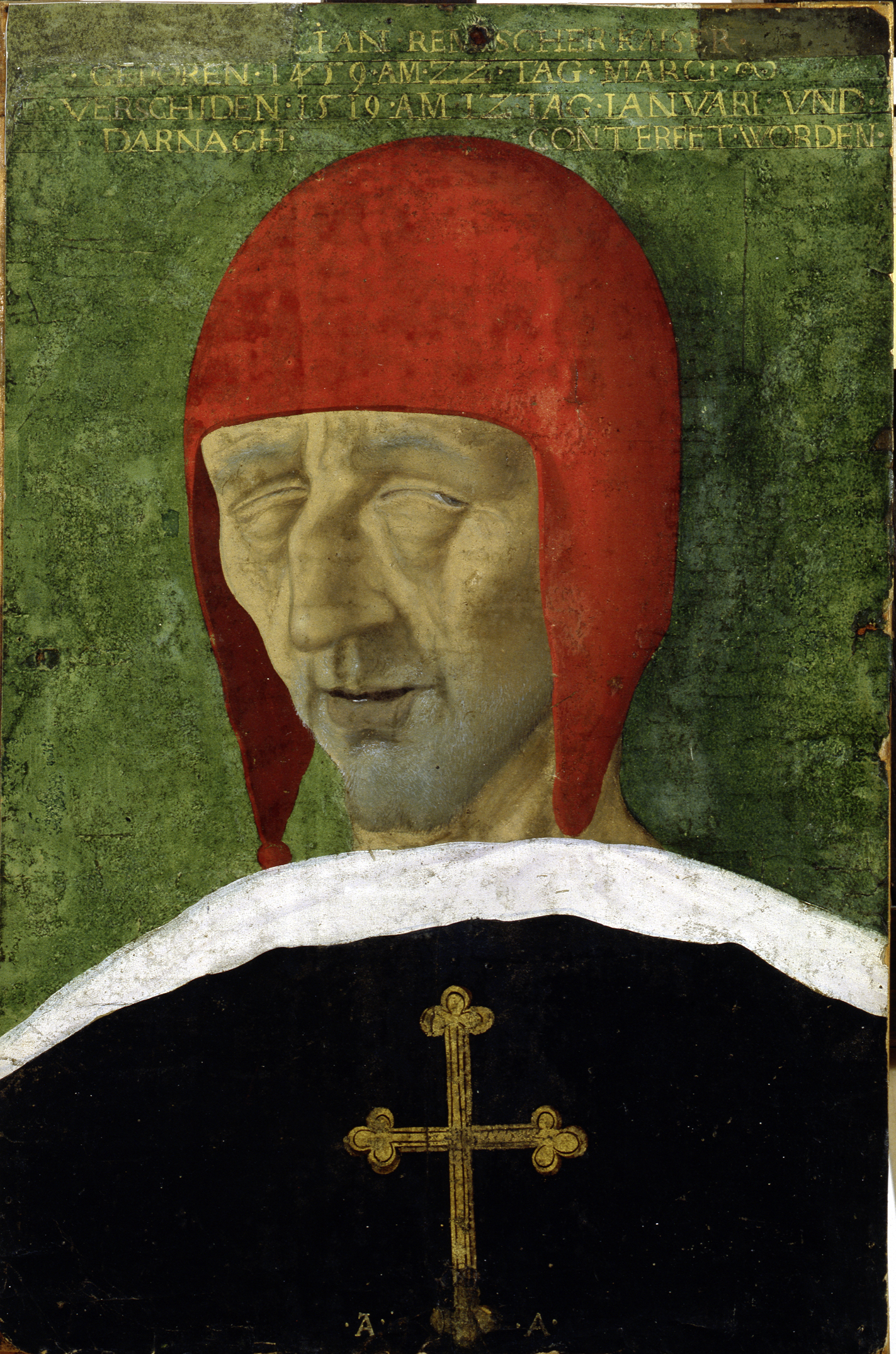
L'empereur Maximilien Ier, 1519, par le maître A.A. de Wels, musée universel de Joanneum

De tous temps, les proches d'un mort ont voulu conserver un souvenir physique du disparu. Pour en garder l'image du visage, la pratique du moulage mortuaire existait déjà dans l'Antiquité. Néanmoins, la peinture occidentale ne semble pas comporter de portraits post-mortem avant le XVIe siècle. En 1502, Luca Signorelli exécute le portrait de son fils mort, c'est du moins ce que nous raconte soixante ans plus tard Giorgio Vasari dans le récit suivant : « Un fils qu'il aimait beaucoup, très beau de visage et de personne, fut tué à Cortone ; Luca, si attristé, le fit déshabiller et avec une grande force d'âme, sans se lamenter ni verser une larme, fit de sa main son portrait, voulant pouvoir toujours contempler ce que la nature lui avait donné et que l'adversité lui avait enlevé ». Il a peut-être utilisé ce portrait pour le corps du Christ à terre dans sa Lamentation sur le Christ mort. D'autres exemples précoces existent avec les portraits de Maximilien Ier (1519), Angela Merici (cf. Religieux) en 1540, Martin Luther (1546) et du théologien Hermann Bonnus (1548). Il peut s'agir aussi d'hommes ou femmes moins célèbres ou anonymes, comme ceux peints par Bartholomaeus Bruyn le Jeune en 1568.

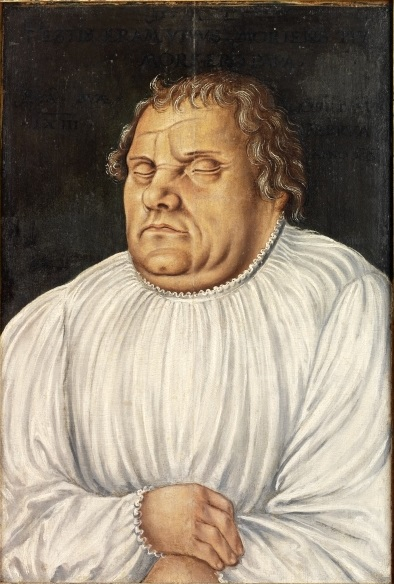
Martin Luther, atelier de Lucas Cranach l'Ancien, 1546

Dépassant le cas des personnages illustres, la pratique du portrait post-mortem devient assez courante aux XVIIe et XVIIIe siècles au sein des familles bourgeoises d'Allemagne et des Flandres comme moyen de se souvenir et d'honorer les morts. Un peintre de profession, le plus souvent resté anonyme, était commissionné pour venir faire sur place le portrait du défunt ou de la défunte avant sa mise en bière. Ce « dernier portrait »,,, selon le terme d'Emmanuelle Héran,, était destiné à fournir à la famille et aux amis une image du défunt, en plus de celles qui auraient pu éventuellement être réalisées de son vivant. Pour les parents d'enfants décédés jeunes, c'était le seul souvenir en image qu'ils pouvaient en garder.
Cette coutume flamande étendue à l'ensemble des Pays-Bas se retrouve également en Espagne, où elle perdurera à la cour jusqu'au milieu du XIXe siècle, ; elle se transposera en même temps dans toute l'Amérique espagnole.

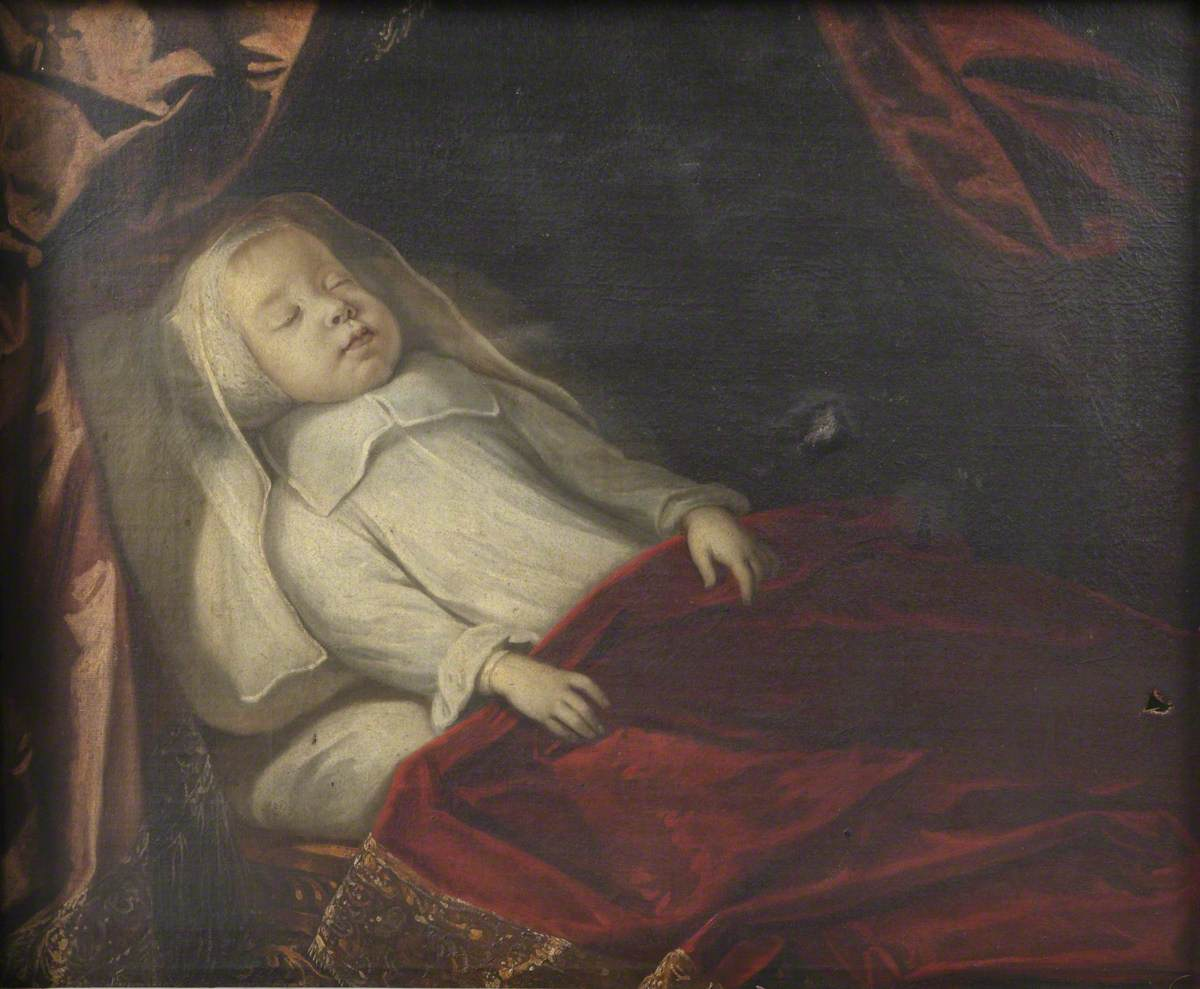
Le fils aîné du 3e comte de Devonshire et frère aîné du 1er duc de Devonshire, par un peintre anglais anonyme, c.1639-1640, Hardwick Hall

La pratique gagne également l'Angleterre, où les portraits d'enfants morts dans leur petit lit sont relativement fréquents au XVIIe siècle,. En revanche, elle est peu présente ailleurs, et limitée à des portraits de religieux en Italie et en France : sainte Angela Merici (1540, cf. Religieux), l'archevêque Francesco Guidi (1778)…, le cardinal de Richelieu (1642), la prieure Geneviève de Saint-Bernard, troisième fille de Madame Acarie (1644), soit bien peu d'exemples connus alors que beaucoup de tableaux ont été perdus, comme celui de Marie de La Ferre (1652), ou détruits à la Révolution. Mais, sauf dans les pays soumis à la monarchie d'Autriche, l'esprit des Lumières avait fait régresser la pratique du portrait post-mortem dans toute l'Europe du XVIIIe siècle.
La France post-révolutionnaire a été marquée par les assassinats de Lepeletier et de Marat, « l'ami du peuple », dont l'image sera connue de tous grâce au masque mortuaire de Mme Tussaud et aux copies du célèbre tableau La Mort de Marat de David. Un peu plus tard, l'Empire et la Restauration redonnent grandeur aux monarques, gloire aux militaires et prestige aux artistes : lorsque meurent Napoléon en 1821 et Géricault en 1824, les reproductions de leurs masques mortuaires donnent même lieu à une exploitation commerciale ; probablement encore marqués par les exactions des années 1790, les gens de religion meurent en toute discrétion, tandis que les militaires ont droit à leur portrait post-mortem : le général Letellier, le général La Fayette, le maréchal Molitor, et bien que le tableau soit posthume de quelques mois, le général J.-V. Moreau.

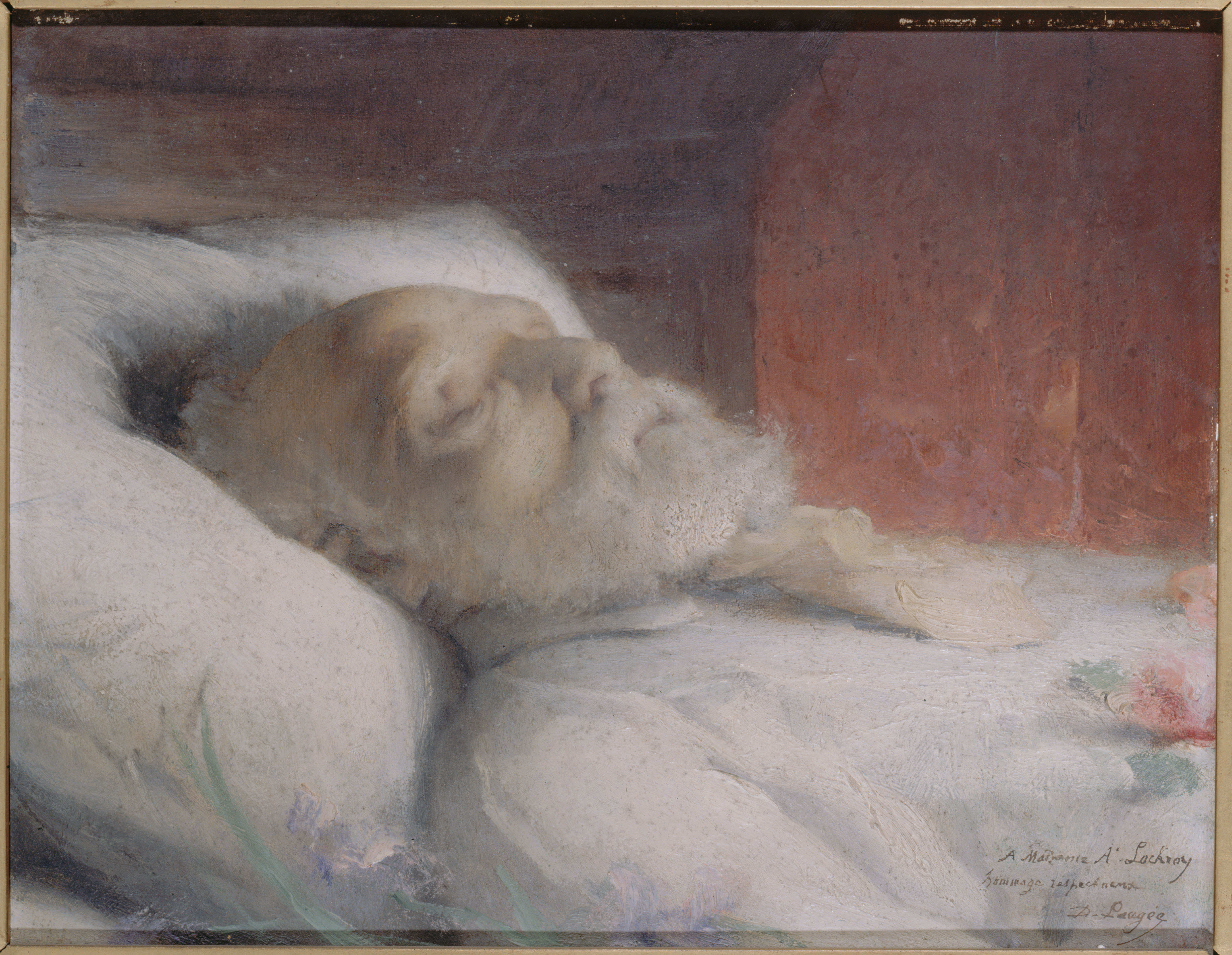
Victor Hugo, par Désiré François Laugée, 1885, Maison de Victor Hugo

Le 24 juillet 1836, Ary Scheffer fait le portrait du journaliste Armand Carrel mort au décours d'un duel au pistolet, et, le 15 août 1850, Eugène Giraud celui de Balzac sur son lit de mort. Mais c'est sous la Troisième République que le dernier portrait connait son apogée en France, avec une grande publicité donnée aux derniers instants des grands hommes. Jules Bastien-Lepage dessine sous trois angles différents la tête de Gambetta sur son lit de mort. Pour Victor Hugo, douze artistes sont convoqués à son chevet, dont les sculpteurs Jules Dalou et Amédée-Paul Bertault (1840-1925), les peintres Pierre-Paul-Léon Glaize, Léon Bonnat, Désiré François Laugée et Edmond Louis Dupain et le photographe Nadar, qui a laissé le portrait le plus reproduit et le plus connu. Deux ans auparavant, Nadar avait déjà photographié Gustave Doré sur son lit de mort. Avec Nadar et ses successeurs, la photographie post-mortem prend au XIXe siècle le relais de la peinture et perpétue ainsi la tradition du dernier portrait, tout en le rendant accessible aux familles les moins aisées.
Une place particulière est à donner aux portraits de religieuses couronnées (Monjas coronadas (es)) d'Amérique latine. Ces portraits appartiennent à un genre pictural qui a émergé au XVIIe siècle pendant la période et sur les territoires catholicisés des vice-royautés de la Nouvelle-Espagne, du Pérou et de la Nouvelle-Grenade, et qui a persisté jusqu'à son remplacement progressif par la photographie à partir de la fin du XIXe siècle. Les moniales étaient couronnées de fleurs le jour de la profession, pour les jubilés des vingt-cinq ou cinquante ans de vie religieuse, éventuellement si elles étaient nommées mères supérieures, et enfin lors de leur mort physique, rencontre définitive avec leur époux divin le Christ. Ces tableaux ne sont pas signés et étaient probablement effectués par différents peintres d'un même atelier qui prenait les commandes des nombreux couvents. Après sa mort, la religieuse était richement habillée et couronnée d'un ensemble floral monté sur une armature métallique. Exposée dans le chœur bas de l'église conventuelle, séparé de l'espace public par une grille ou une cloison ajourée, elle était ainsi visible dans toute sa splendeur par la population et l'artiste peintre qui en faisait le portrait. Cette pratique est à l'origine d'une grande quantité de portraits post-mortem sur un même thème, largement plus d'une centaine, puisque dans sa thèse de 2002, Alma Montero Alarcón, en présente de façon détaillée plus de soixante issus des couvents mexicains, et que la Banque de la république de Colombie en possède 46, qui ont été exposés en 2016 au musée d'art Miguel Urrutia de Bogota,,.

Moniales couronnées de l'Amérique espagnole
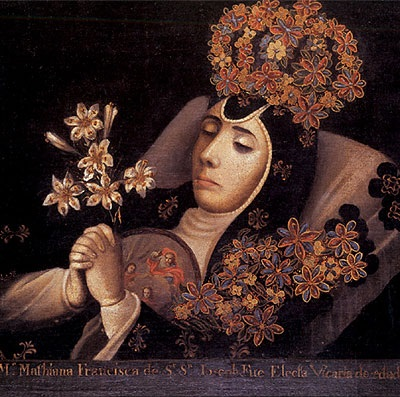
La révérende mère Mathiana Francisca del Señor San Joseph, Mexique, c.1720
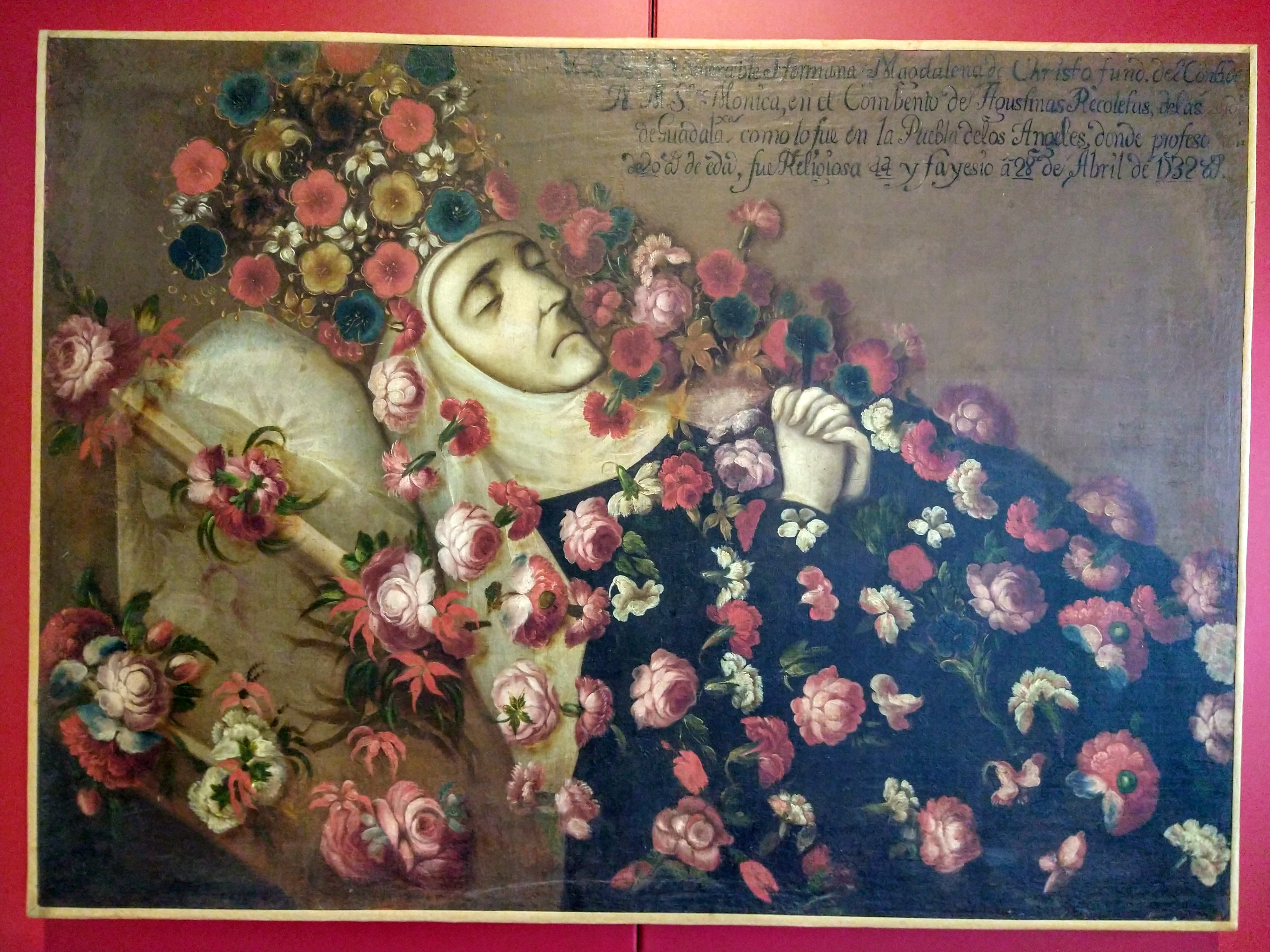
Sœur Magdalena de Christo, 1668-1732
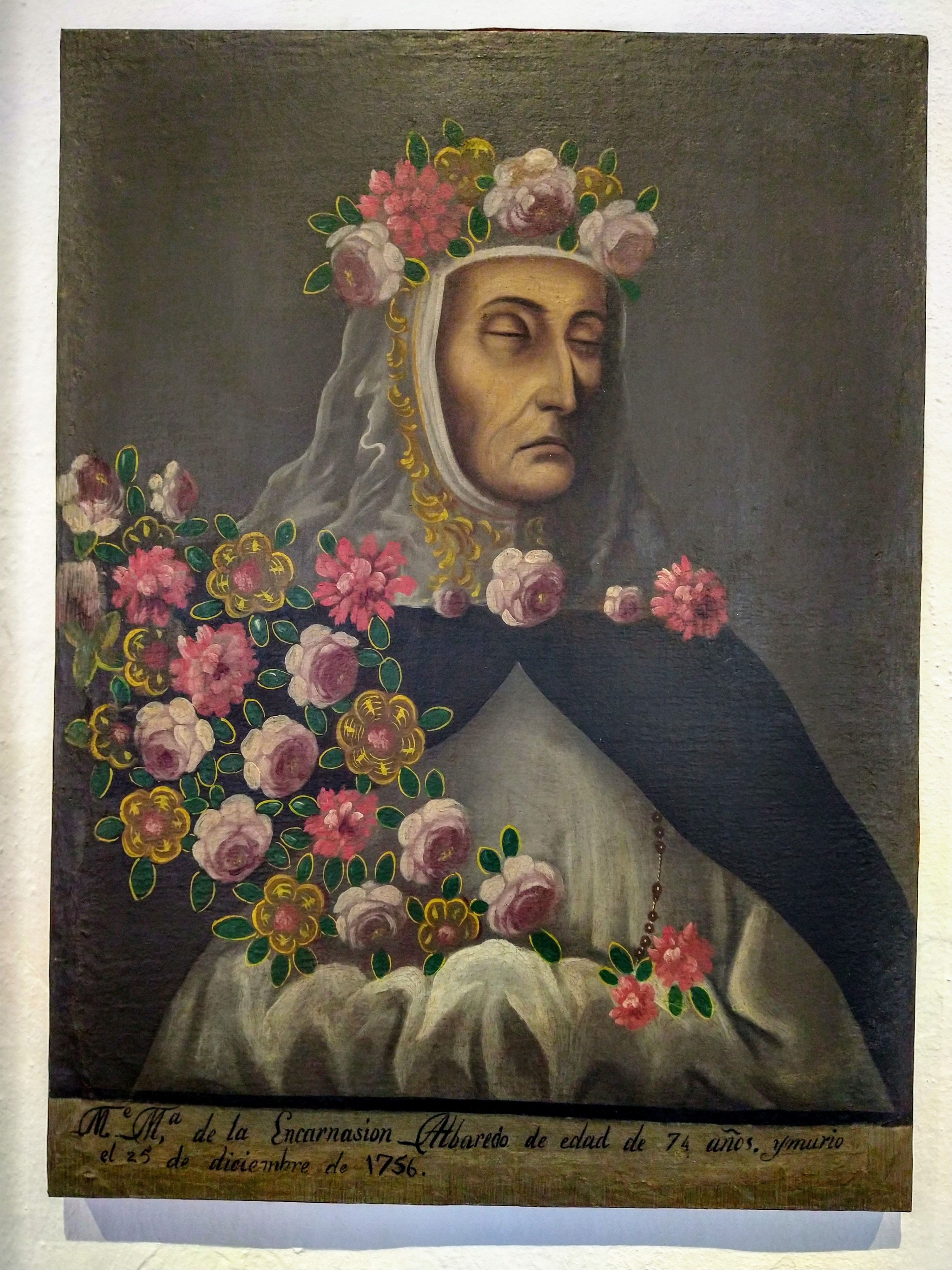
Mère de la Encarnación, musée d'Art religieux de l'ancien couvent de Santa Mónica, Puebla (Mexique), 1756
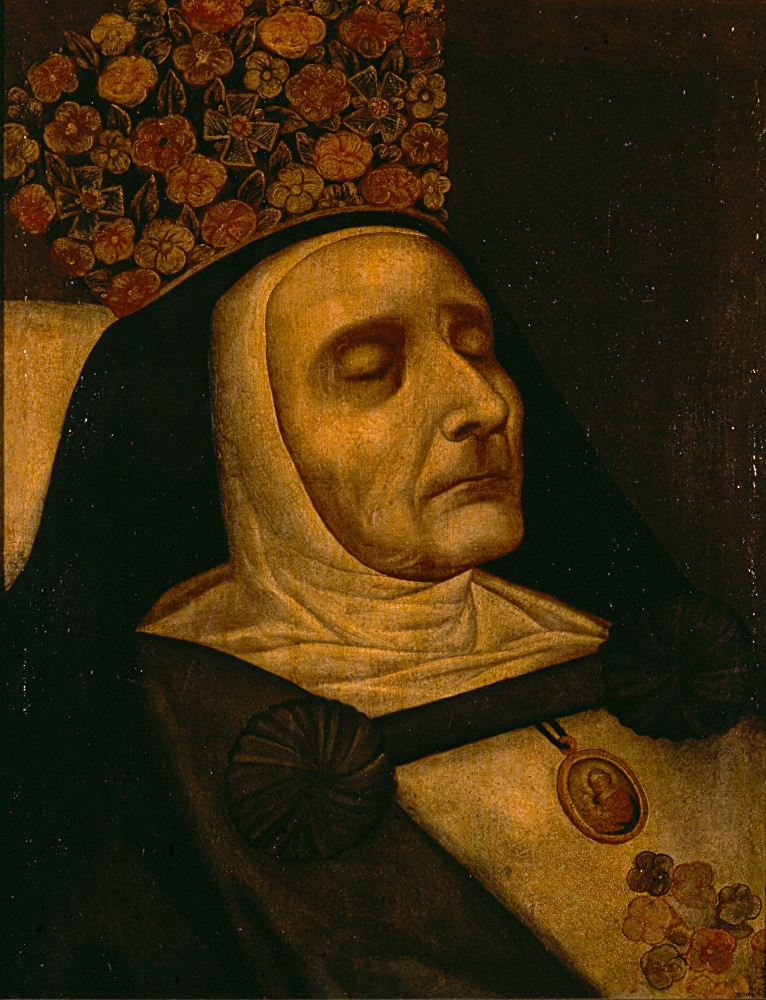
Religieuse du couvent de la Concepción de la Virgen (Bogota), XVIIIe siècle

À la même époque, en Nouvelle-France, des religieuses sont peintes au moment de leur mort, mais le mouvement n'a rien de comparable à celui de l'Amérique espagnole. Seules quelques religieuses à la personnalité exceptionnelle — portraitisées, on n'en connait qu'une petite dizaine, dont trois ont été canonisées —, comme Marie-Catherine de Saint-Augustin (1668, peinte par Claude François, plus connu sous le nom de « Frère Luc, récollet»), Marie de l'Incarnation (1672, original perdu attribué à l'abbé Hugues Pommier, cf. son portrait post-mortem), Marguerite Bourgeoys (1700, par Pierre Le Ber, cf. Vrai portrait de Marguerite Bourgeoys), Louise Soumande (1708, par Michel Dessaillant), Marguerite d'Youville (1771, par Philippe Liébert, repris par François de Beaucourt en 1792), Marguerite-Thérèse Lemoine Despins (1792, par François de Beaucourt), ont fait l'objet d'un portrait post-mortem, dans une sobriété janséniste et une technique qui confine le plus souvent à l'amateurisme,.

## Portrait ante-mortem
Le portrait ante-mortem (forcément défini comme tel a posteriori) précède de peu la mort du sujet. Contrairement au portrait post-mortem, il ne provoque pas de dégoût ni ne fait détourner le regard, mais inspire éventuellement de la compassion. En peinture religieuse et d'histoire, les artistes de la Renaissance ont beaucoup disserté sur le « portrait du mourant », mais quasiment rien ne traite des portraits ante-mortem de personnes ayant réellement existé et identifiées, en fait rarissimes, et souvent proches en iconographie des portraits post-mortem.

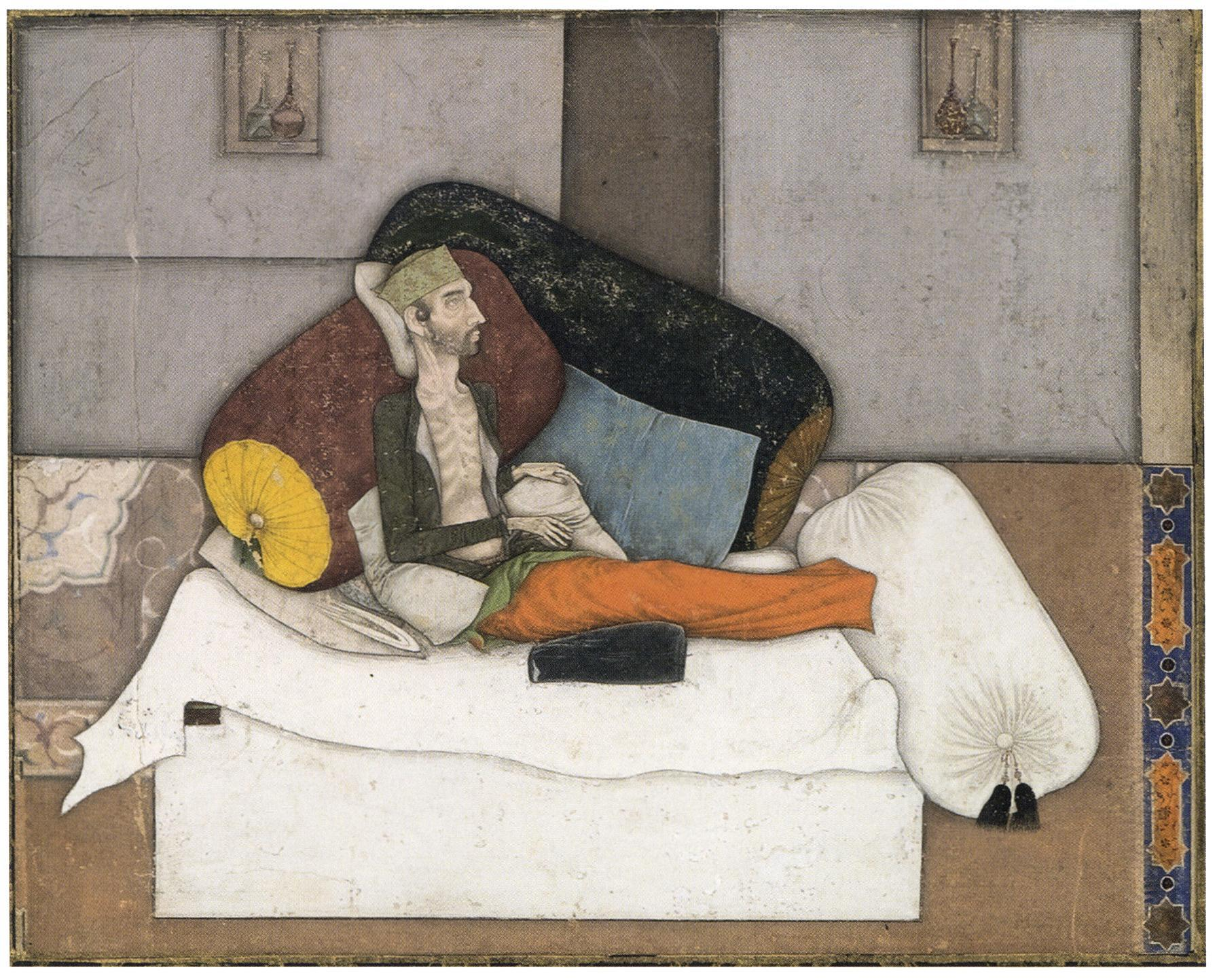
Inâyat Khân mourant, par Bâlchand, 1618

En 1618 dans l'Empire moghol, Bâlchand (1596-1640), miniaturiste de l'atelier impérial, a peint de façon très réaliste l'aspect cadavérique d'un homme à l'article de la mort. L'anecdote relative à ce portrait est racontée dans l'autobiographie Tuzk-e-Jahangiri (en) de l'empereur Jahângîr : le trésorier-payeur Inâyat Khân, atteint de cachexie, hydropisie et épilepsie consécutives à son alcoolisme et une toxicomanie à l'opium, ayant demandé la permission de rentrer mourir chez lui, Jahângîr ordonna qu'on en fasse un dessin avant son départ, et lui donna de l'argent pour son voyage, mais le malade mourut le lendemain. L'artiste a signé « œuvre de Bâlchand, serviteur de la cour ». Cette œuvre singulière apparait unique dans la peinture moghole,.
Certains personnages sont mis en portrait alors que leur mort très proche n'est pas vraiment prévue. Lorsque Ilia Repine fait les portraits de Modeste Moussorgski et de la comtesse de Mercy-Argenteau, il n'en masque pas les signes de maladie avancée, mais on ne devine cependant pas qu'ils vont mourir quelques jours plus tard.

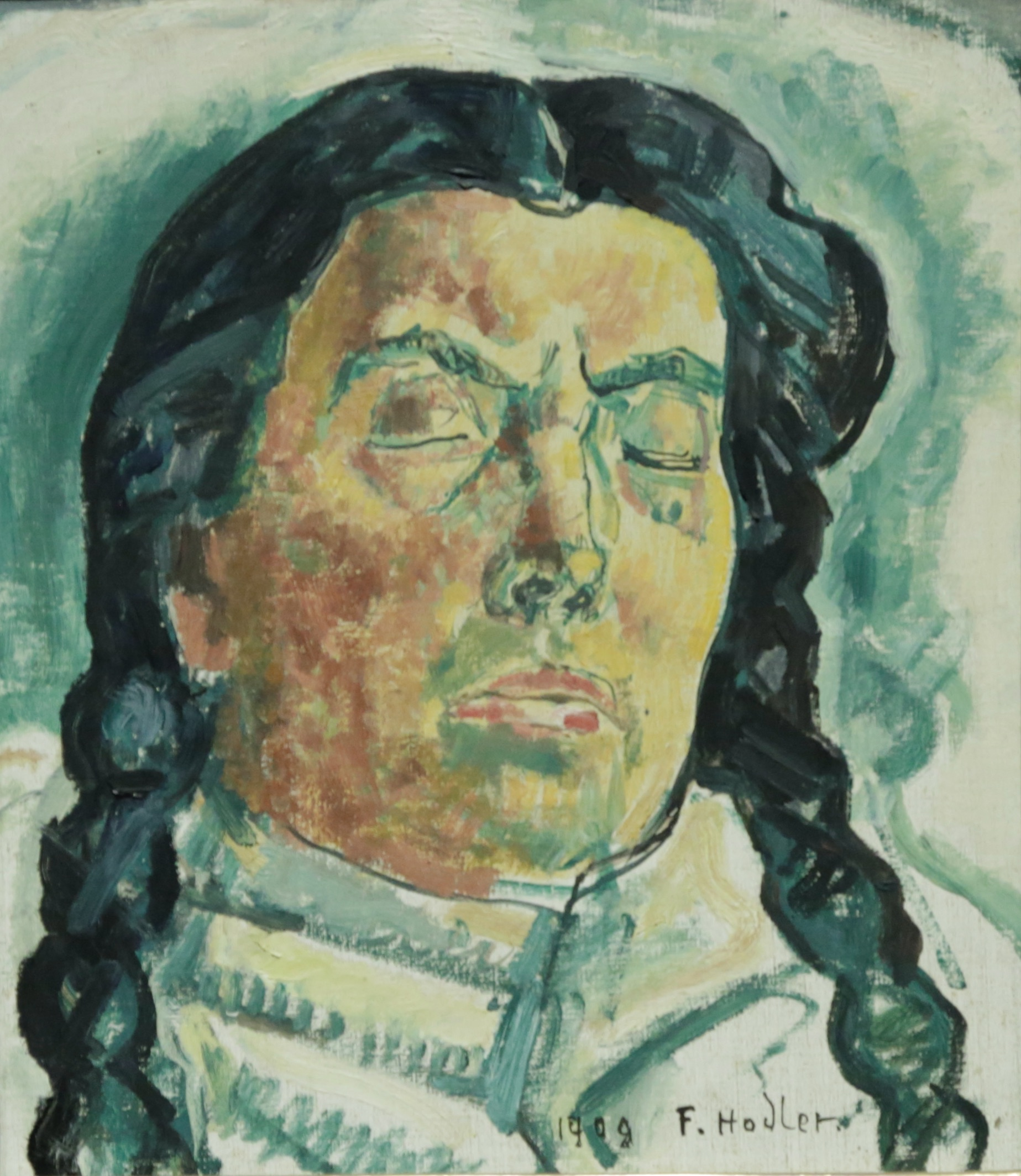
Ferdinand Hodler, Augustine Dupin mourante, 1909

Ferdinand Hodler, dont on a pu écrire qu'il était « obsédé par la mort et les femmes », est connu pour avoir fait les portraits ante- et post-mortem de mêmes personnes, en l'occurrence les deux mères des deux enfants qu'il avait reconnus, ainsi que la mère de sa deuxième épouse. Marié deux fois, ayant multiplié les conquêtes d'atelier et vécu plusieurs années avec trois compagnes différentes, dont deux lui ont donné un fils, Hector Hodler, et une fille, Pauline, il était aussi le seul de sa famille nombreuse à n'être pas mort de tuberculose. Pendant ses études à l'Université de Genève, il dessine des cadavres pour ses exercices académiques, et, en 1876, il peint deux paysans trouvés morts dans la campagne, Valet de ferme mort et Paysanne sur son lit de mort ; en 1901, c'est le portrait de son ami le poète Louis Duchosal au lendemain de sa mort. Lorsqu'en novembre 1909 il apprend la mort prochaine de son ancienne maîtresse Augustine Dupin, il se rend à son chevet et peint trois tableaux de son agonie et un quatrième après sa mort.
Avant de faire les trois portraits post-mortem de Valentine Godé-Darel, sa muse, mère de leur fille et compagne aux relations parfois orageuses, Ferdinand Hodler réalise à partir de février 1914 une série de tableaux et dessins, interrompue pour fâcherie de juin à début novembre, retraçant l'altération progressive vers la cachexie de la femme qu'il a le plus aimée, atteinte d'un cancer incurable, et qui meurt le 25 janvier 1915. Toute cette suite d'images est particulièrement émouvante. De la malade en phase terminale sur son lit d'hôpital à celui de la morte avant la mise en bière, le visage est le même.

Ferdinand Hodler. La mort de Valentine Godé-Darel
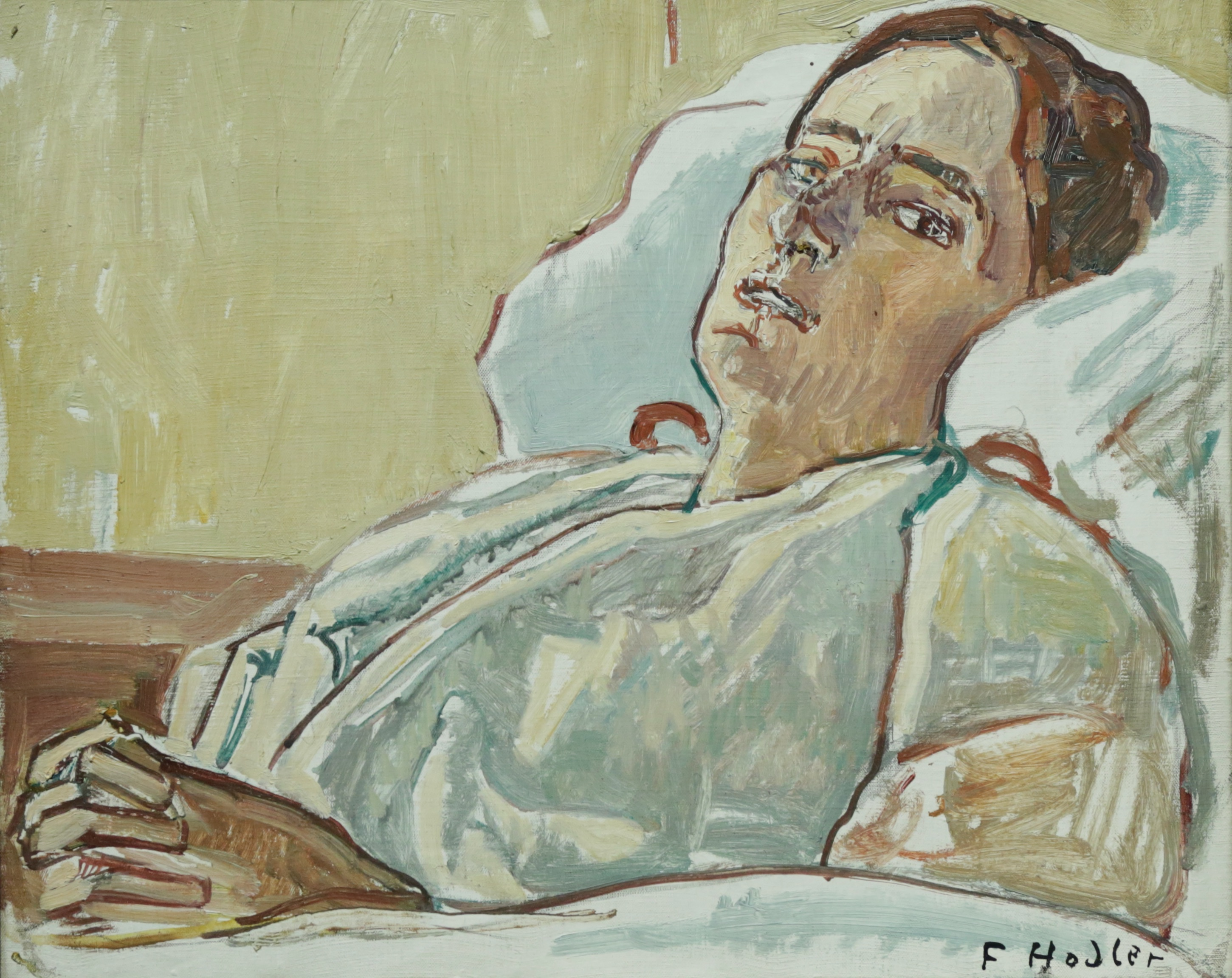
La malade aux mains jointes (1914)
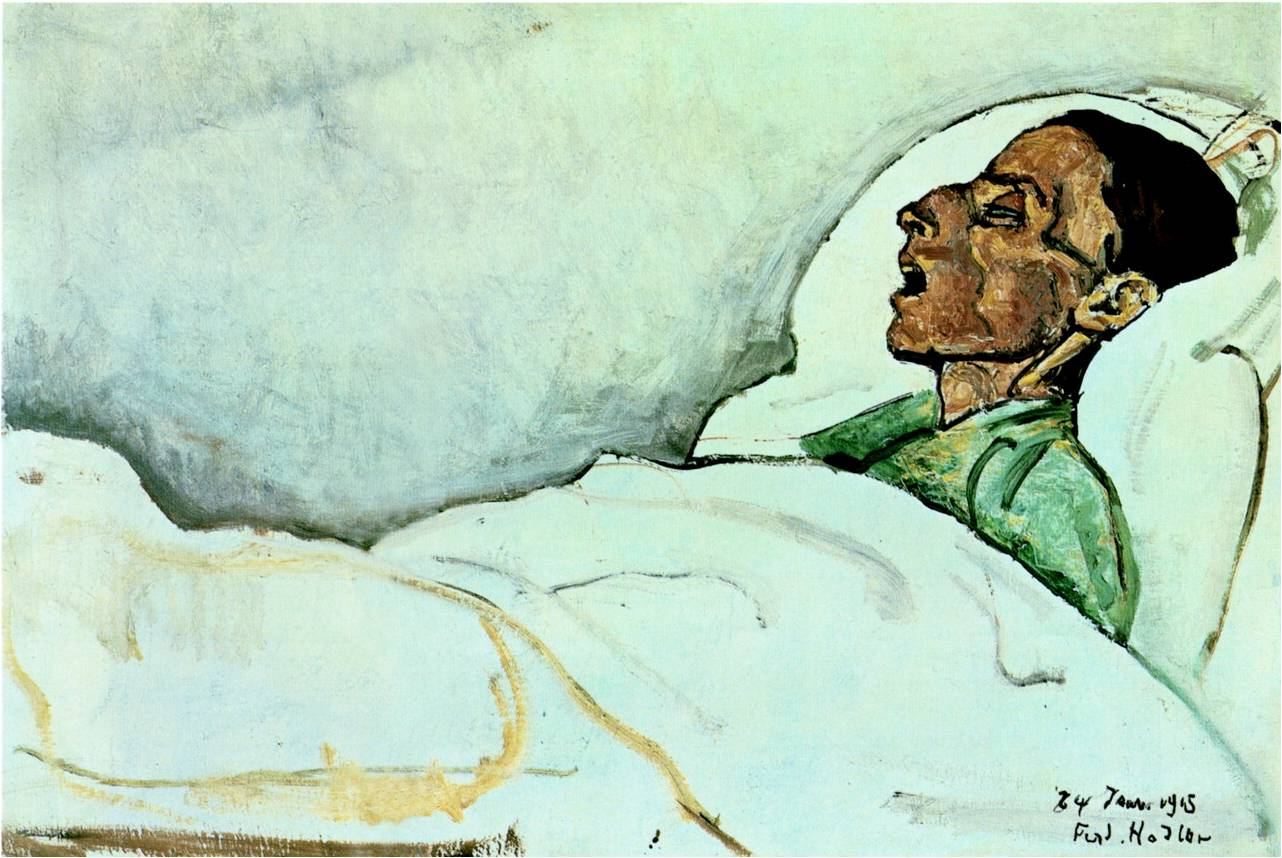
L'agonie (24 janvier 1915)
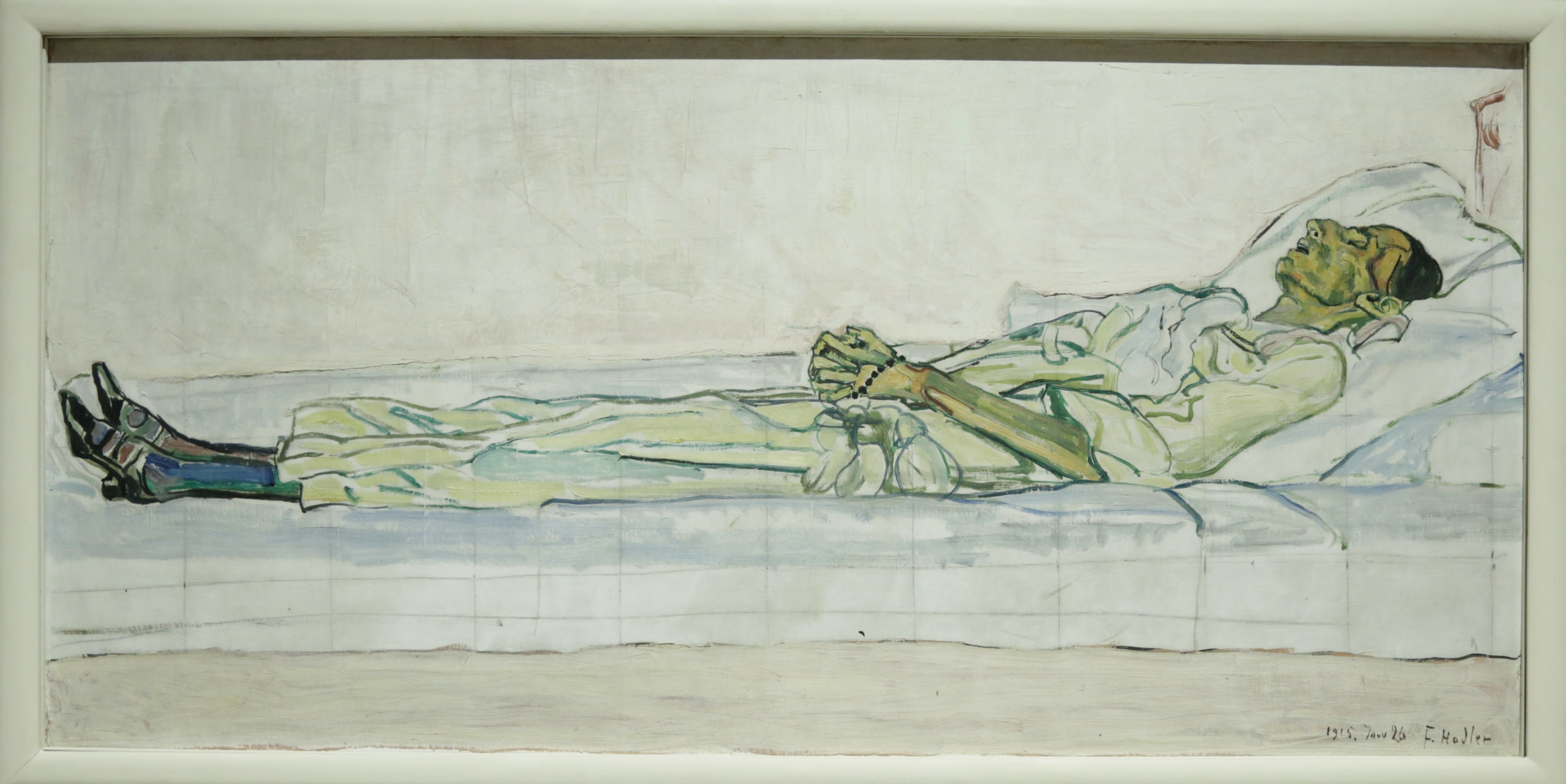
Sur le lit de mort (26 janvier 1915)

Plus tard, Hodler peint sa belle-mère malade Ferdinande Esther Catalan-Jacques (1842-1917) peu de temps avant sa mort en janvier 1917, puis, le jour de sa mort, la dessine avec un bandage lui maintenant la mâchoire inférieure.
Parmi ces rares portraits de mourants, il y a aussi le Portrait de Géricault moribond, attribué quelquefois à son possesseur l'ingénieur Alexandre Corréard, mais peint comme un autoportrait, et Géricault mourant de Charles-Émile Callande de Champmartin, tous deux au musée des Beaux-Arts de Rouen, ; le visage émacié et la pilosité rousse sont les mêmes que ceux du peintre agonisant dans La Mort de Géricault d'Ary Scheffer (cf. La mort de Théodore Géricault).

## Motivations, fonctions, questions morales

### Motivations

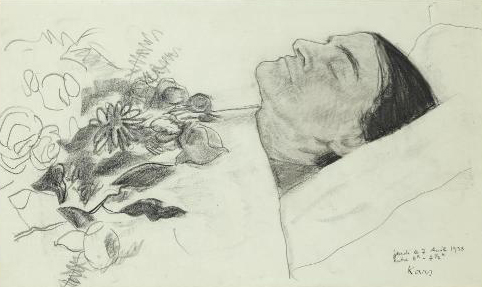
Georges Kars, Suzanne Valadon sur son lit de mort, 7 04 1938, musée national d'Art moderne

La motivation est évidemment principalement financière pour le peintre professionnel commissionné, sauf dans le cas où il connaissait personnellement le défunt. C'est moins clair pour l'artiste qui agit de son propre chef pour peindre sur son lit de mort l'être qu'il a le plus aimé, ou un membre de sa famille très proche (cf. Le portrait post-mortem comme œuvre d'art), ou un ou une amie ; lorsque Georges Kars dessine Suzanne Valadon sur son lit de mort, son texte en épitaphe ne renseigne que partiellement sur ce qui l'a poussé à faire ce portrait pendant l'heure et demie qu'il a passée au chevet de son amie morte ; on note qu'il s'adresse à elle comme à une personne vivante, avant de la remercier et de lui dire adieu : hommage, adieu, et souvenir en image qu'il conservera jusqu'à sa mort sept ans plus tard. La grande amitié qui avait lié Frédéric-Auguste Cazals à Verlaine lui fait faire des dessins de son ami sur son lit de mort les 8 et 9 janvier 1896. Il est plus difficile de savoir pourquoi Samuel Cooper, alors quadragénaire, a fait le dessin très élaboré d'un enfant mort en bas âge de son cousin peintre John Hoskins Jr ; peut-être en était-il le parrain. C'est à la demande de son épouse Rachel  que Charles Willson Peale fait le portrait de sa fille  morte en bas âge.

### Fonctions
Remontant aux temps les plus anciens, la nature des motivations des commanditaires répond à des fonctions bien identifiées. Dans son essai Le portrait et la mort, Pascale Dubus rattache le portrait post-mortem à une « fonction commémorative », où le portrait, en traversant le temps, lutte contre l'oubli et neutralise les effets du trépas, et aussi à une « fonction de substitution », où le portrait remplace l'absent. Pour elle, le premier exemple typique du portrait post-mortem de substitution est celui du fils de Luca Signorelli effectué en 1502.

### Questions morales
Le récit de Vasari concernant l'œuvre de Signorelli de 1502 insiste sur les conditions dans lesquelles elle fut réalisée (« [le père] le fit déshabiller et, sans se lamenter ni verser une larme, fit son portrait »), et rejoint ainsi une interrogation qui sera exprimée au XXIe siècle : « Ce qui fut pour certains peintres un véritable réflexe nous choque aujourd'hui : comment peut-on songer à créer une œuvre au plus profond de son chagrin ? ».

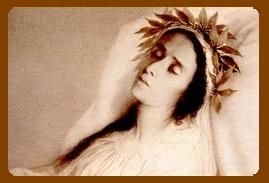
Frédérique O'Connell, Rachel sur son lit de mort (détail), 1858

De même, comme l'ont montré les procès déclenchés par le portrait (dessiné d'après photographie) de Mademoiselle Rachel en 1858 (cf. Félix c/O'Connell) et la photographie de François Mitterrand publiée par Paris Match en 1996, peut-on montrer ce genre de portrait, qui devrait rester dans la sphère privée et l'intimité de la famille ? Selon les époques et les pays, tous les comportements sont possibles : certains portraits de personnages célèbres étaient produits en plusieurs exemplaires pour être mis en vente, et Charles Willson Peale a gardé chez lui pendant quatre ans le portrait de sa fillette morte, avant de l'agrandir en y ajoutant sa mère en pleurs (Rachel weeping), puis l'a exposé au public de Philadelphie en 1782. Sans aller jusqu'à les qualifier de « glauques »,, il est certain que l'exposition de ces portraits dans les musées peut choquer le public par un naturalisme parfois poussé à l'extrême.

### L'expositionLe Dernier portraitde 2002
En 2002 a eu lieu au musée d'Orsay une exposition intitulée Le Dernier portrait, la première de cette ampleur consacrée à ce domaine particulier de l'art, et demeurée la seule dans le monde jusqu'à l'exposition Muerte Barroca à Bogota en 2016. Bien qu'il soit difficile plus de 20 ans après de retrouver tous les documents la concernant, elle ne semble pas avoir bénéficié d'une importante publicité ni de nombreux comptes rendus dans les médias,. Son livre d'or permet de consulter les réactions contrastées du public, dont on ne sait pas non plus s'il a été très nombreux.
Dans son regard rétrospectif de 2015 sur cette exposition, Emmanuelle Héran regrette le tirage trop faible du catalogue bilingue, insuffisant pour satisfaire la demande internationale, les réticences de ses collègues et successeurs commissaires et conservateurs de musées, et le manque de retentissement médiatique de cette exposition, réalisée il est vrai avant l'explosion d'Internet.

### Le portrait post-mortem comme sublimation de la nécrophilie
La nécrophilie a été évoquée à propos des portraits féminins post-mortem, de ces femmes « qui peuvent même être belles, associées à un érotisme discret plus ou moins inscrit dans la tradition des « jeunes filles et la mort » (en référence à Mario Praz, La chair, la mort et le diable de 1930) ». Ce rapport pourrait effectivement exister du point de vue psychanalytique en tant que sublimation pour les personnes sensibilisées à cette paraphilie, mais peut-être moins dans les vrais portraits de personnes mortes que dans les tableaux mythologiques ou historiques très léchés avec cadavres dénudés (Cléopâtre, etc.) des peintres symbolistes, pompiers et décadents.

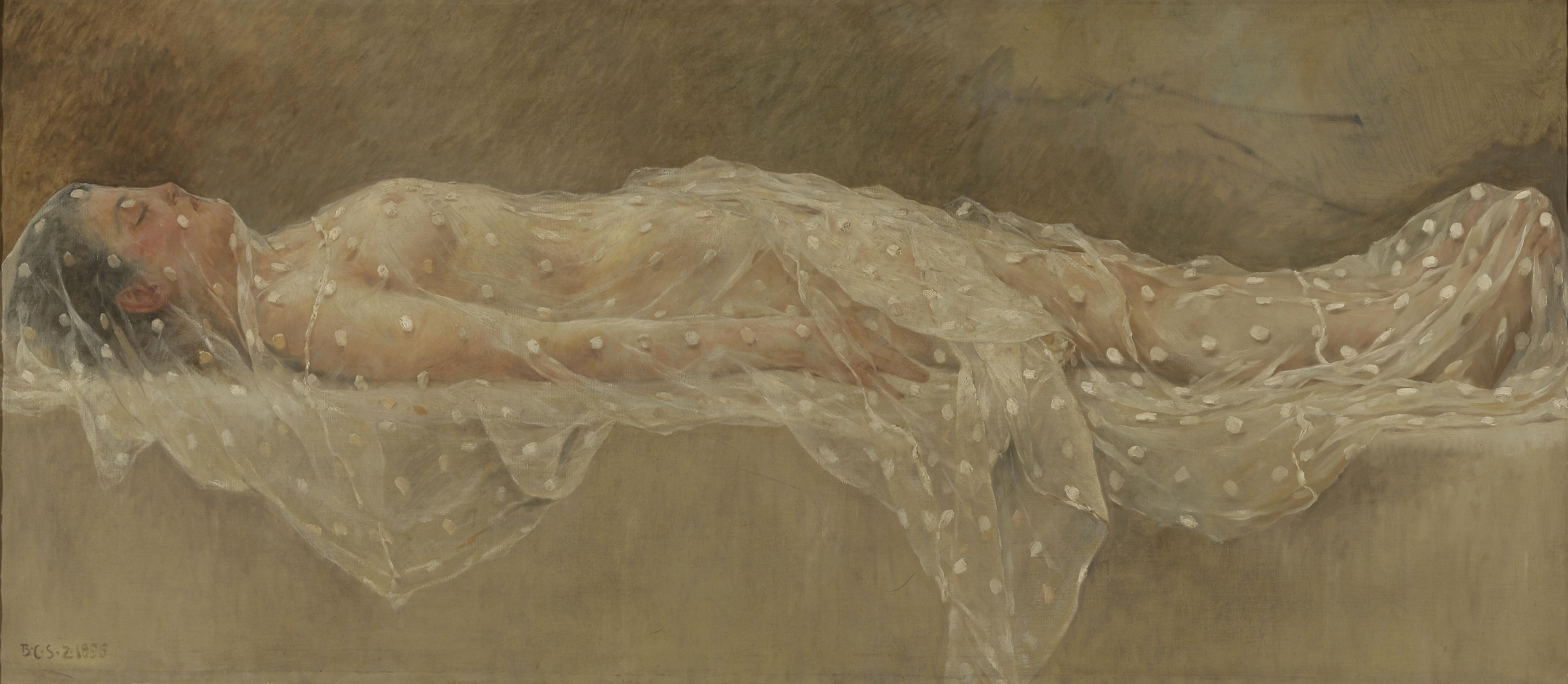
Bela Čikoš Sesija (en), Étude pour une veillée mortuaire, 1896

### Les femmes peintres et le portrait post-mortem
Bien que beaucoup de peintres soient anonymes et donc de sexe non connu, ce genre pictural semble n'avoir été traité que très rarement par les femmes.  Frédérique O'Connell a fait le portrait de Rachel d'après une photographie, sans jamais avoir été en présence de la morte. On peut cependant trouver quelques exemples avec Laura Sylvia Gosse (en), Henriette Petit (un homme âgé sur son lit de mort - son père ? -, musée Bourdelle) et Daphne Todd (en), primée en 2010 pour le portrait de sa mère morte à 100 ans.
Dans un contexte très différent, Frida Kahlo a représenté des fœtus dans ses tableaux et dessins concernant ses avortements (cf. "Frida Kahlo" dans Autoportrait féminin en peinture, états physiologiques).

## Aspects techniques, présentation et mise en scène
Les circonstances particulières font que le peintre ne peut pas rester longtemps à côté de son modèle. Une anecdote raconte comment Pierre Le Ber a été pris d'un malaise probablement vagal en présence du cadavre qu'il devait peindre. Une grande rapidité d'exécution est nécessaire, ce dont certains artistes sont capables, ou alors ils font un croquis ou une esquisse qu'ils complèteront en atelier. Des dessins préparatoires ont été conservés et restent visibles de nos jours. La photographie a changé la donne, et on ne sait pas toujours si le tableau a été réalisé en présence du cadavre ou en atelier d'après un cliché post-mortem. Lorsqu'il s'agissait d'un personnage illustre, Maurice de Nassau par exemple, le peintre pouvait faire plusieurs copies et estampes destinées à la vente.
Contrairement aux artistes du Quattrocento et du Cinquecento qui suivaient les préceptes de leurs théoriciens sur la représentation des morts dans les œuvres religieuses et historiques, traitant des couleurs, des textures, des attitudes, de l'anatomie, etc., les peintres allemands et flamands qui avaient suivi la mode du portrait post-mortem n'avaient peut-être pas à leur disposition de tels ouvrages, par ailleurs inadaptés pour ce nouveau genre. Si la confusion est parfois possible entre mort et sommeil d'un enfant ou d'une jeune femme (cf. notamment le portrait de Lady Digby par Van Dyck et le Portrait d'une jeune fille morte de Firmin Desclos), c'est plus par la volonté de l'artiste que par méconnaissance des anciens traités. Dans les autres cas, la présentation et la mise en scène ne peuvent laisser de doute sur le contexte funèbre.
La dépouille est généralement présentée dans de beaux vêtements, qui peuvent être somptueux lorsque le rang social est élevé, rarement tête nue, quelquefois avec un crucifix et un ou plusieurs cierges à ses côtés. La présentation dans des conditions misérables, comme celles du Valet de ferme mort de Ferdinand Hodler (cf. Portrait ante-mortem) et de la Femme sur son lit de mort de Van Gogh, est tout-à-fait exceptionnelle. L'endroit où repose le sujet est le plus souvent son lit de mort, ou son cercueil. Les personnages importants sont disposés sur un lit d'apparat, ou comme des gisants du Moyen Âge, sur un catafalque lors de l'exposition du corps, dans une mise en scène pouvant être grandiose, comme c'était le cas pour les empereurs du Saint-Empire au XVIIIe siècle, où jusqu'à une centaine de cierges entourent le défunt.

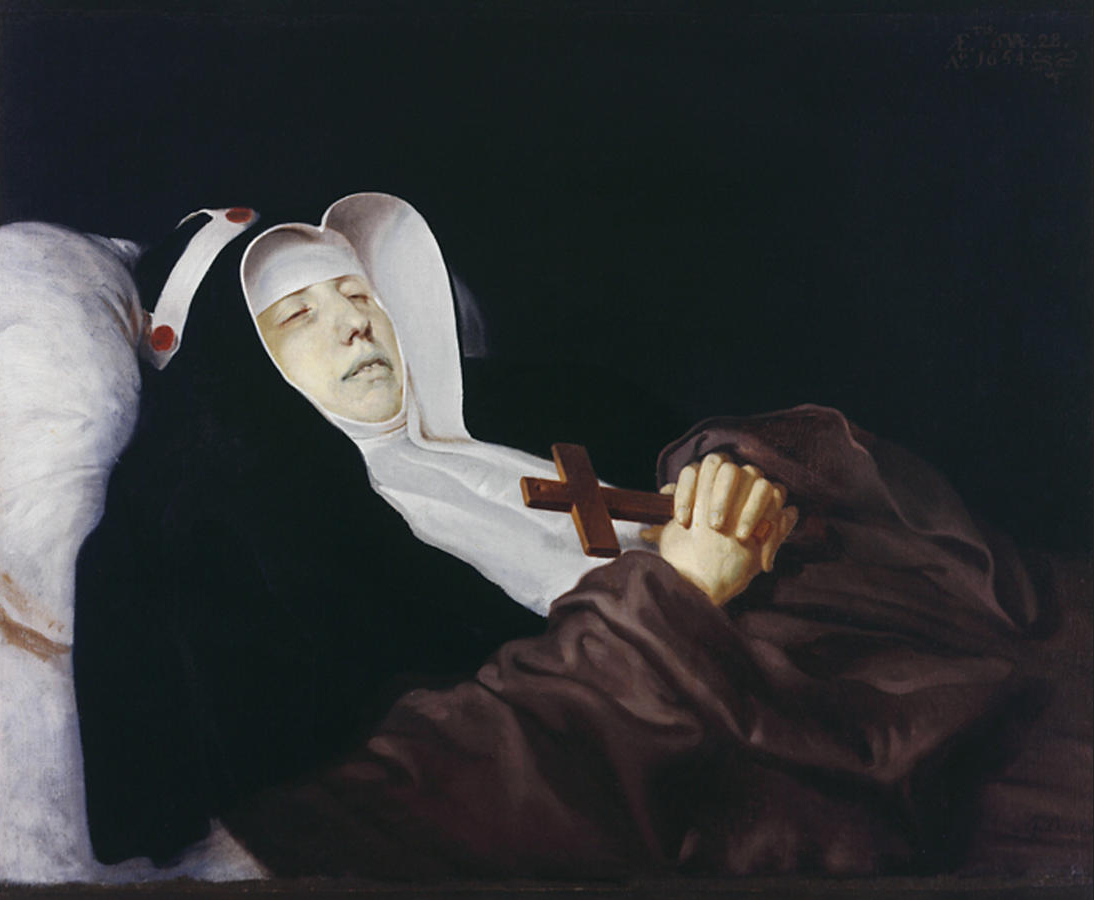
Juliana van Thulden, sœur de l'Ordre de Sainte-Brigitte, sur son lit de mort, par François Duchatel, 1654, Musée d'Art et d'Histoire de Genève

Du plus humble au plus élevé, l'important est de lui donner l'image chrétienne d'une « bonne mort », mort apaisée et recueillie, en paix avec le Créateur et avec ses proches, dans l'esprit de l'Ars moriendi du Moyen Âge consistant à « ne pas craindre la mort et la considérer dans la perspective de l'amour du Christ ». Le sujet est représenté avec un visage paisible, sans autre signe de mort que les yeux clos, les mains croisées sur la poitrine tenant un chapelet ou un crucifix, ou les deux, des cierges et des fleurs entourant le corps.
Dans une variante de l'apocryphe antérieure à 1700, la Mort dévoile le mystère des deux visages qu'elle réserve aux humains : « Vers celui qui est juste, je vais avec douceur et me montre belle, vers le pécheur, je vais avec courroux, avec toutes ses fautes. ». L'iconographie de la bonne mort s'oppose ainsi à celle de la "malemort", ou mauvaise mort, « mode terminal d'une existence peu sage, voire éloignée de Dieu ou de la Raison », en fait plutôt rare dans le domaine du portrait post-mortem. On peut quand même citer les derniers instants (cf. Portrait ante-mortem) de Géricault, dont la courte vie avait été meublée d'excès de toutes sortes ; avant d'être réattribué à Champmartin, le portrait dit hypothétiquement « Théodore Géricault sur son lit de mort » avait été considéré comme l'une des Têtes de suppliciés peinte par Géricault lui-même vers 1818 (cf. La mort de Théodore Géricault).

## Sujets

### Souverains
Dans les grandes cours d'Europe occidentale et de Russie, ce sont des peintres de cour, parfois anoblis, qui sont chargés de faire les portraits, y compris ceux des morts. Les portraits de souverains et autres potentats d'avant le XXe siècle, qui, exception faite de la reine Victoria et du roi de Bavière Louis II, ne sont plus connus que des historiens de leurs pays respectifs, sont nombreux. On peut citer entre autres Maurice de Nassau (1625), Christian IV, roi de Danemark (1648), Pierre le Grand par Ivan Nikitine et par Johann Gottfried Tannauer (1725), Frédéric Guillaume de Brunswick-Wolfenbüttel surnommé « le Duc noir », mort à la bataille des Quatre Bras le 17 juin 1815 et peint par Mathieu-Ignace Van Brée, l'empereur de Russie Alexandre II assassiné (1881), François-Joseph Ier, veuf de Sissi (1916) ; seule femme en dehors de quelques archiduchesses et impératrices autrichiennes, la reine Victoria est montrée portant selon sa volonté son voile de mariage, entourée de lys et d'autres fleurs, par Emil Fuchs et, dans une belle représentation tenant à la fois du préraphaélisme de Millais et de l'impressionnisme de Monet, par Hubert von Herkomer (1901).

Souverains
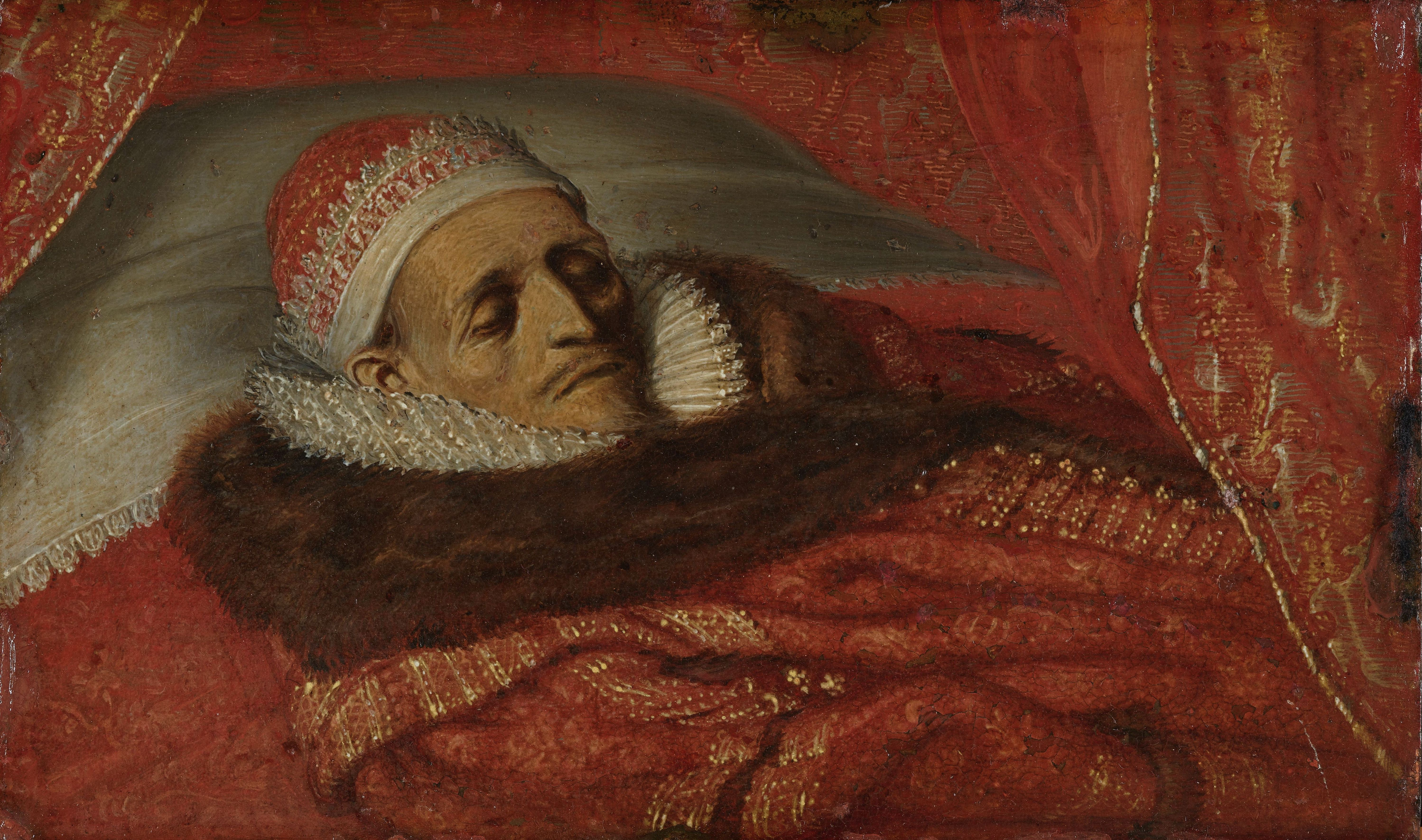
Maurice de Nassau, prince d'Orange, par Adriaen Pietersz. van de Venne, 1625, Rijksmuseum Amsterdam
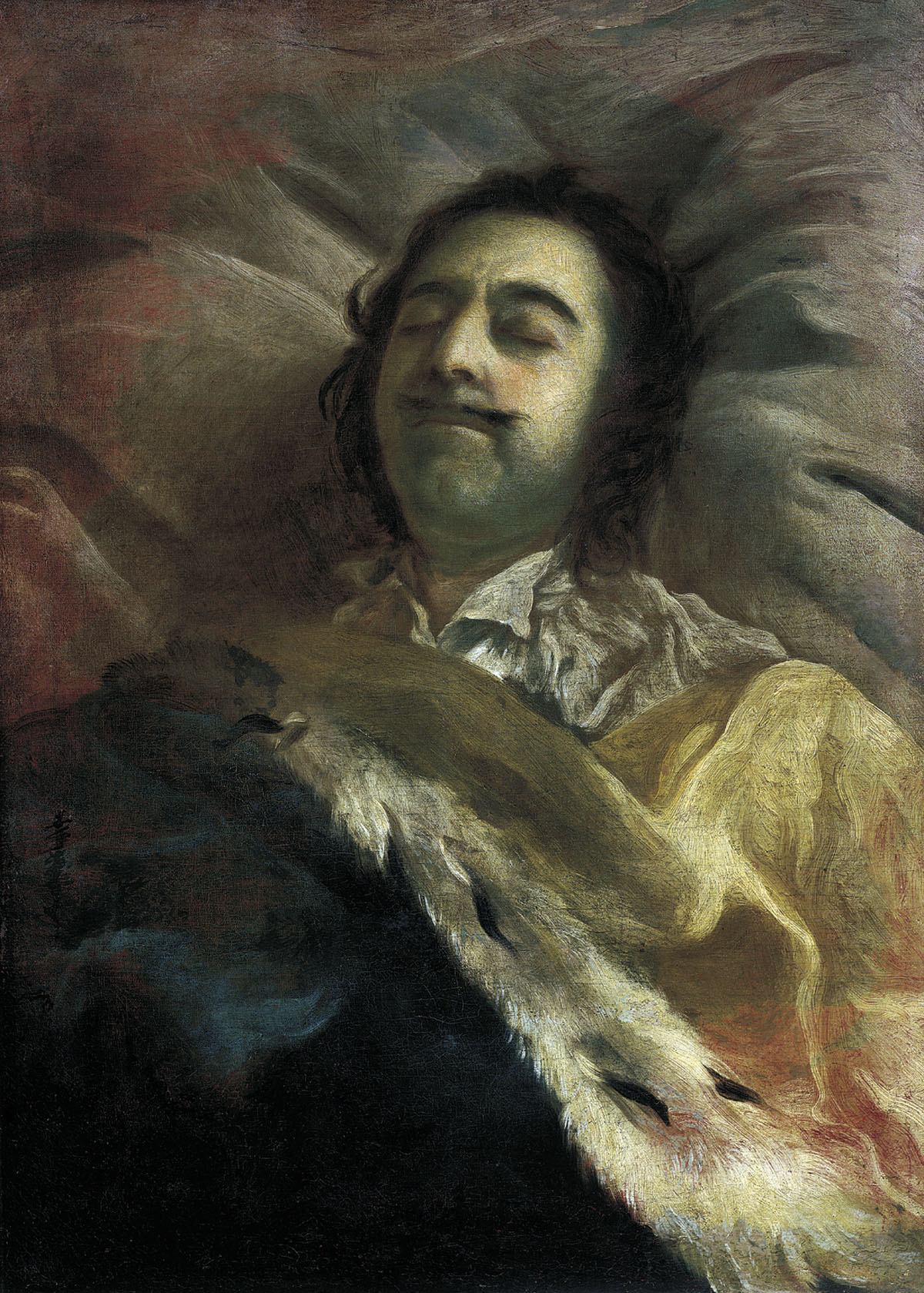
Le tsar Pierre le Grand, par Ivan Nitikine, 1725, Musée russe
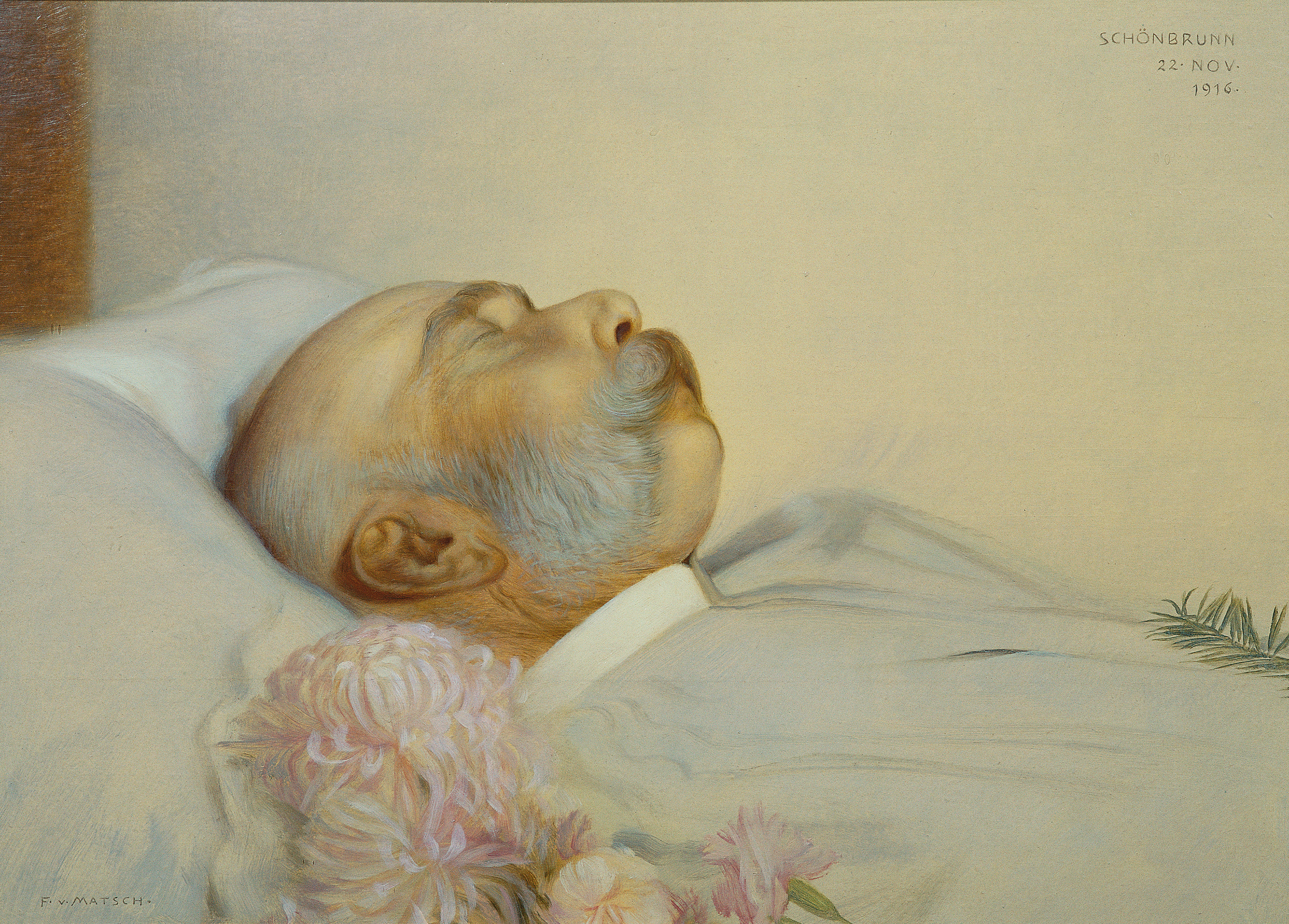
François-Joseph Ier, par Franz von Matsch, 1916, Österreichische Galerie Belvedere
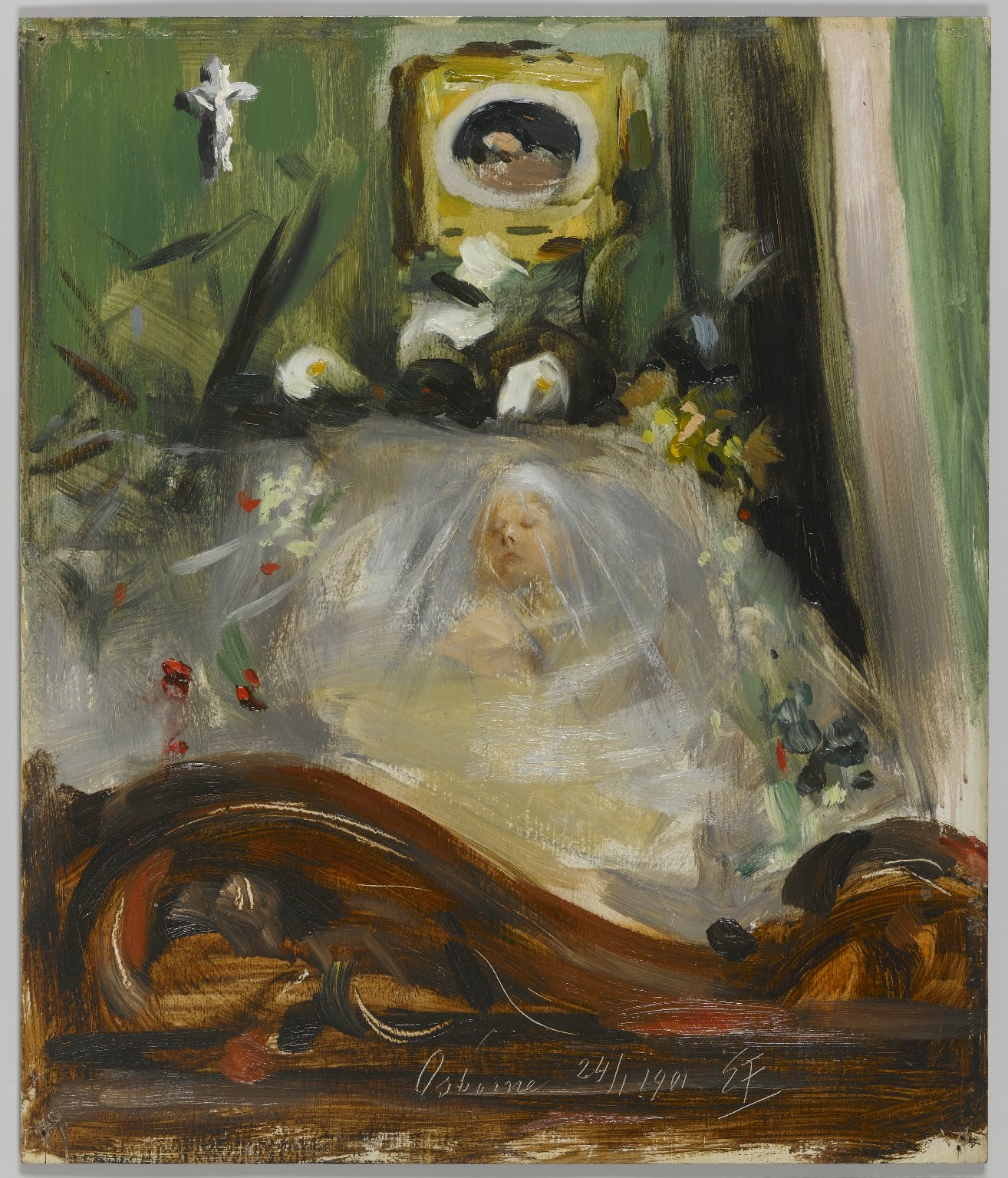
La reine Victoria, par Emil Fuchs, 1901, Brooklyn Museum

### Religieux
Le premier portrait connu est celui d'Angela Merici, mère supérieure et fondatrice de l'ordre des Ursulines à Brescia, réalisé en 1540 par Alessandro Bonvicino, dit "Moretto", pendant l'exposition du corps de la future sainte dans l'église Sainte-Afre de Brescia (it),,.
Le tableau est presque monochrome, dans une représentation stricte et réaliste, sans espace ni mise en scène : l'auteur semble avoir voulu fixer uniquement le visage de la morte, déjà un peu modifié par la thanatomorphose. L'original a été détruit pendant la Seconde Guerre mondiale, mais l'image reste connue grâce à plusieurs copies, dont une probablement de Moretto lui-même, et une gravure (inversée) de Domenico Cagnoni  de 1768.

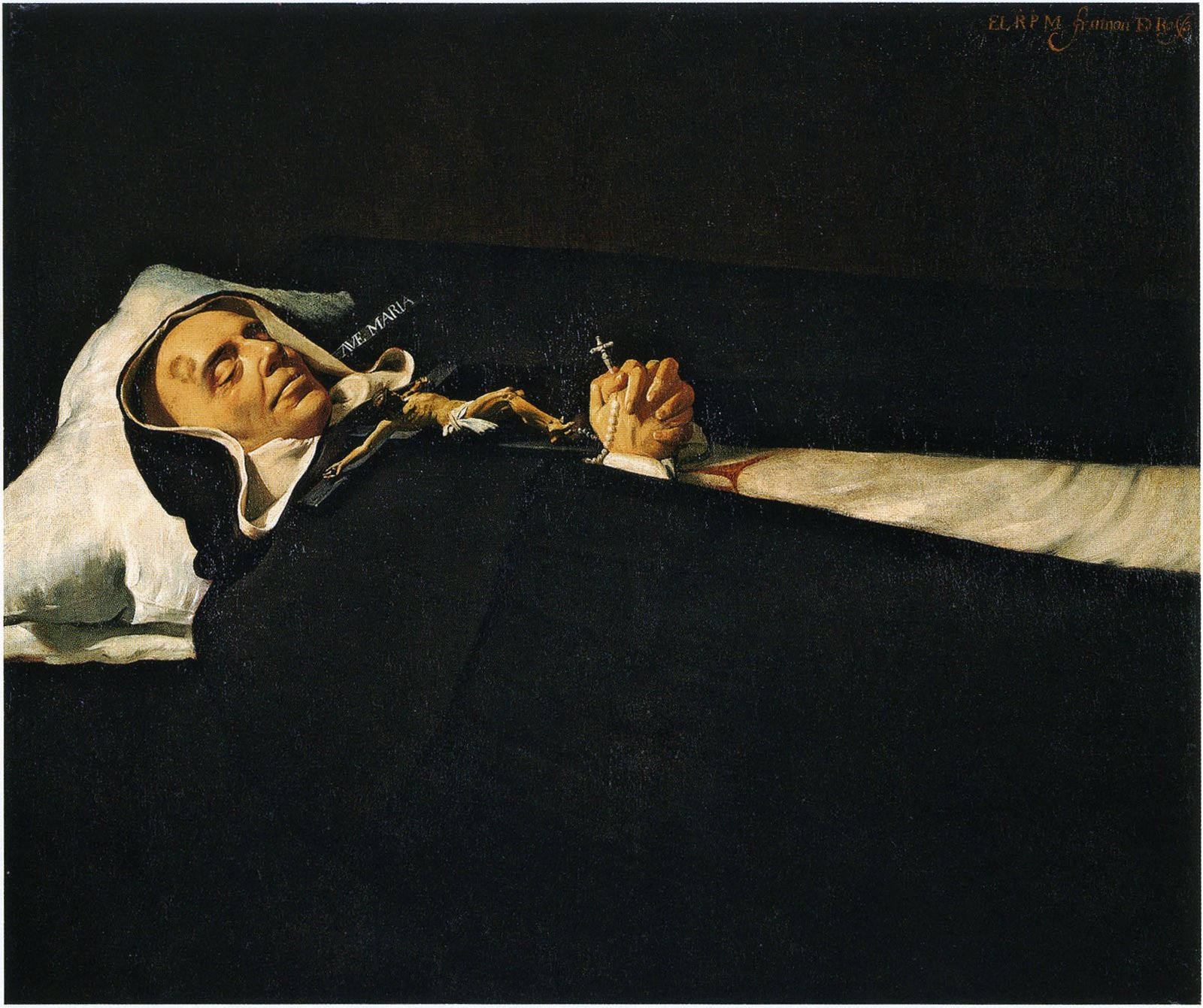
Vicente Carducho, Simón de Rojas, 1624, musée des Beaux-Arts de Valence (Espagne)

Beaucoup de portraits de religieux et de religieuses suivront, en Italie comme dans les autres pays catholiques, notamment en Nouvelle-Espagne et Nouvelle-Grenade avec les religieuses couronnées (cf. Historique, Moniales couronnées de l'Amérique espagnole), dont il existe aussi quelques exemples en Espagne. À la différence de Moretto, ses successeurs, tels François Duchatel à Bruxelles ou Vicente Carducho en Espagne, s'attacheront de plus en plus à rendre l'image chrétienne de la « bonne mort », par la sérénité du visage, les accessoires et la mise en scène.
Alors que la position en décubitus légèrement proclive et la vue latérale sont quasiment la règle en portrait post-mortem, les religieuses de la Nouvelle-France sont montrées de face sur un fond neutre, une représentation dérivée peut-être du portrait princeps d'Angela Merici en 1540, et même quelques-unes avec les yeux ouverts, ce qui pourrait être une modification lors de reprises par d'autres peintres pour en effacer l'aspect morbide.

### Personnages célèbres
Parmi les personnages célèbres de l'Histoire figurés en « dernier portrait », on peut voir Richelieu (1642), le duc de Reichstadt par Johann Ender et Franz Xaver Stöber (Napoléon II, 1832), La Fayette par Ary Scheffer (1834), Ferdinand-Philippe, duc d’Orléans, également par Ary Scheffer (1842), Gabriel Molitor (1849), le héros irlandais Michael Collins (1922) et l'impressionnant Lénine en gisant vu en contre-plongée par Sergueï Malioutine en 1925.

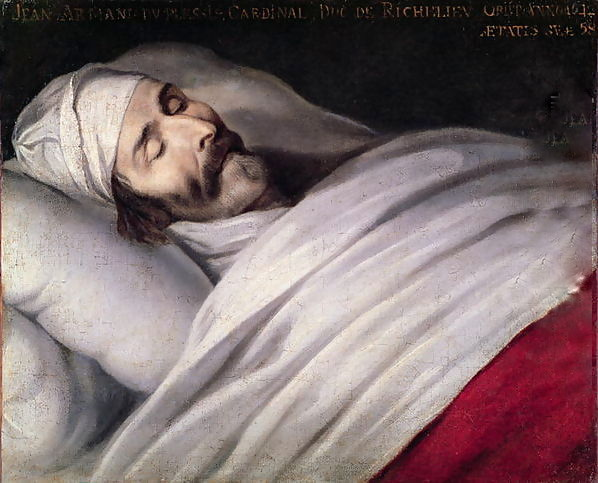
Le cardinal de Richelieu sur son lit de mort, par Philippe de Champaigne, 1642
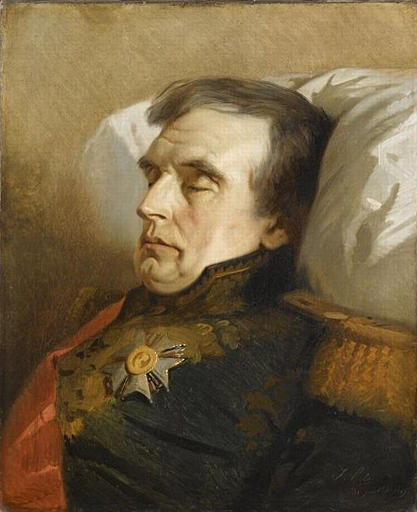
Le maréchal Molitor sur son lit de mort, par Isidore Pils, 1849, palais des Beaux-Arts de Lille
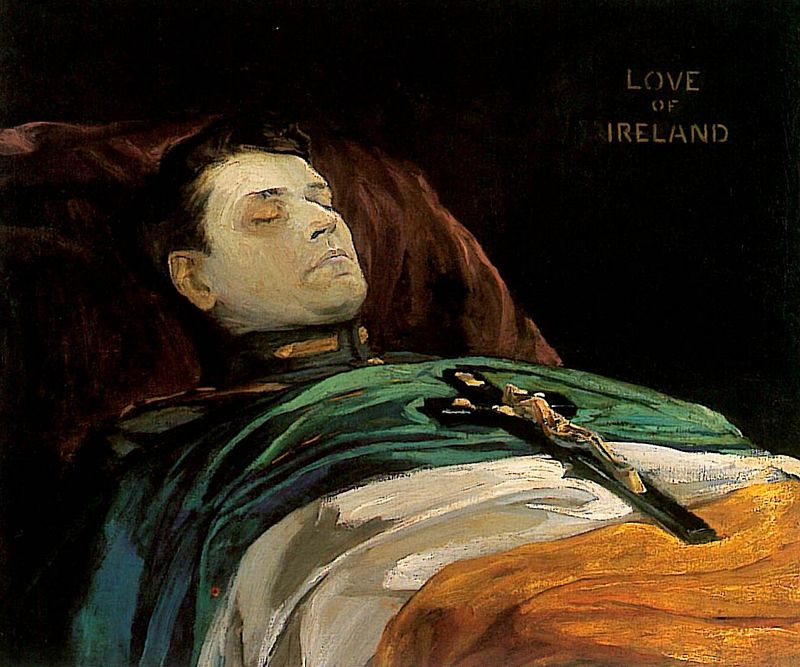
Michael Collins, par John Lavery, 1922
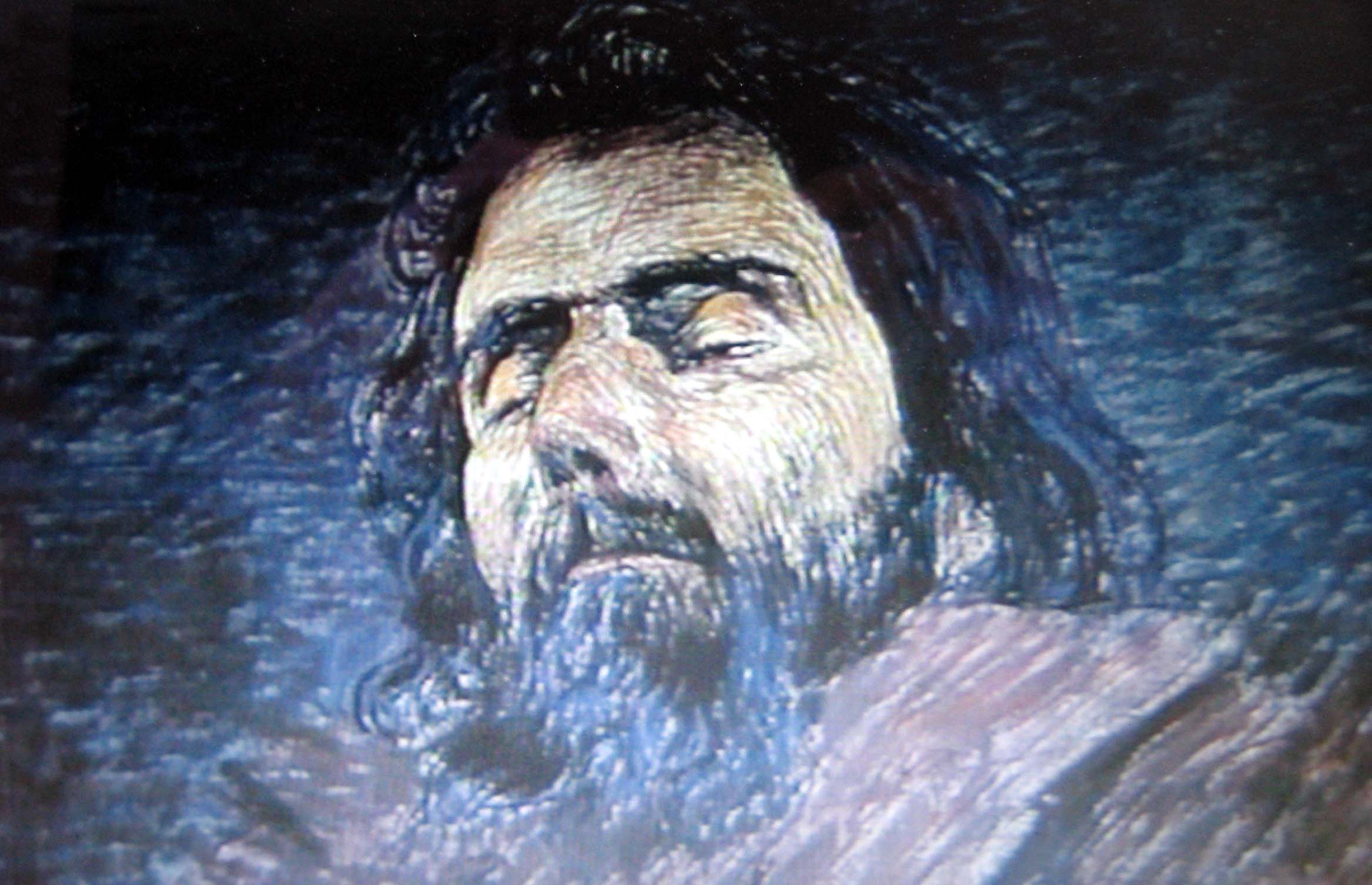
Giovanni Segantini, par Giovanni Giacometti, 1899

Les artistes accèdent aussi à cette forme de célébrité non voulue, tels les peintres Théodore Géricault (cf. La mort de Théodore Géricault), Édouard Manet (par Pierre Prins, 1883) et Giovanni Segantini, les écrivains Pouchkine, Balzac et Victor Hugo, les compositeurs Ferdinand Hérold (le 19 janvier 1833 par Eugène Giraud), Chopin (plusieurs dessins et aquarelles de Teofil Kwiatkowski le 17 octobre 1849) et Giuseppe Verdi (le 27 janvier 1901 par Carlo Stragliati ). Quant à Delacroix, très marqué par la mort de Géricault, il s'était opposé formellement à être portraitisé après sa mort.

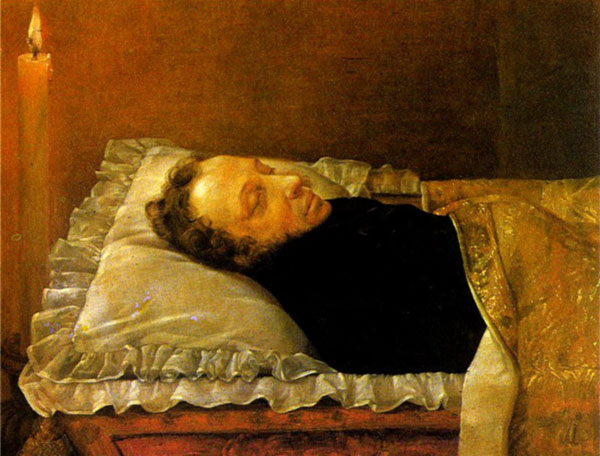
Pouchkine sur son lit de mort, par Alexandre Alexeievich Kozlov, 1837, musée national Pouchkine
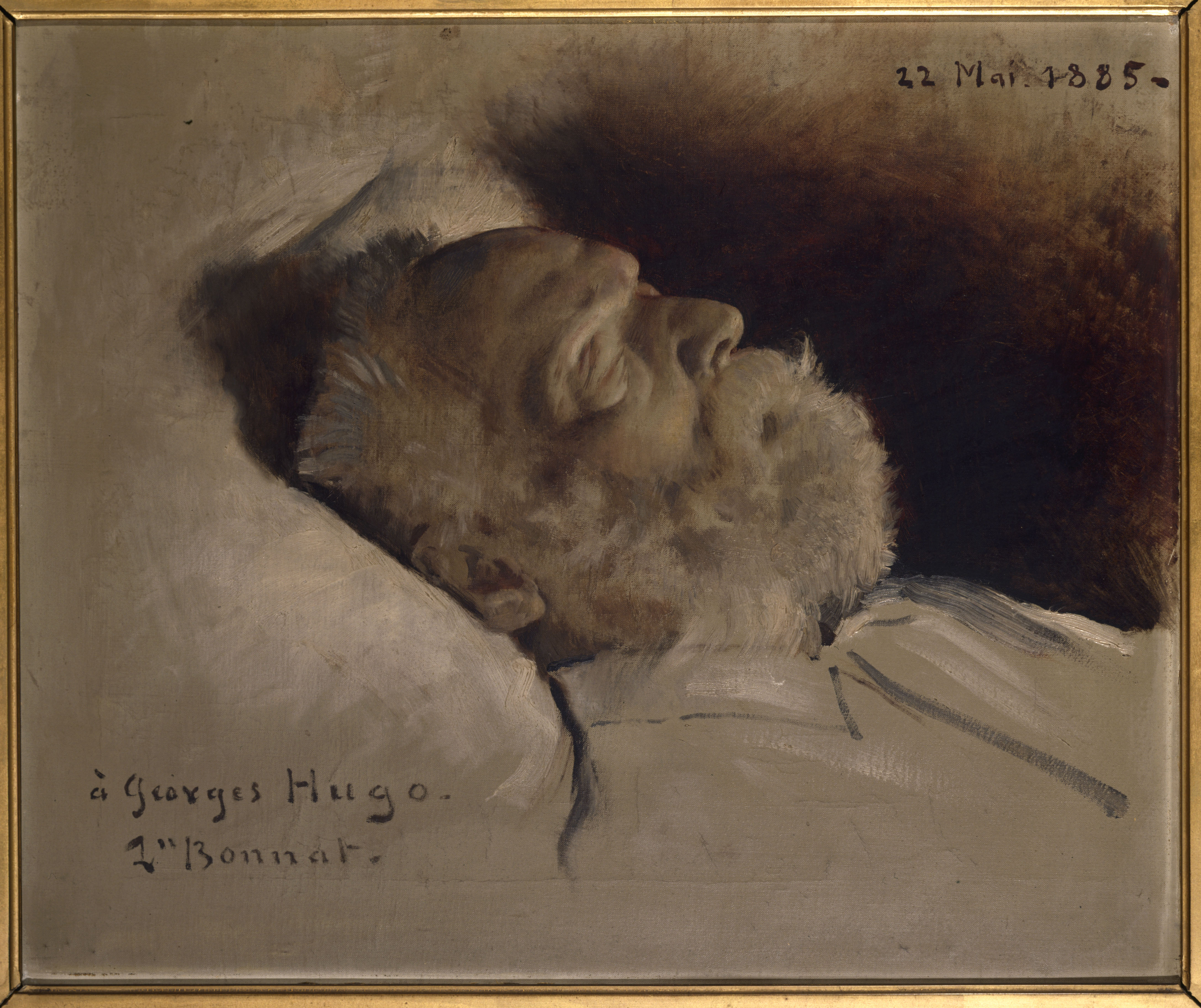
Victor Hugo, par Léon Bonnat, 1885, Maison de Victor Hugo
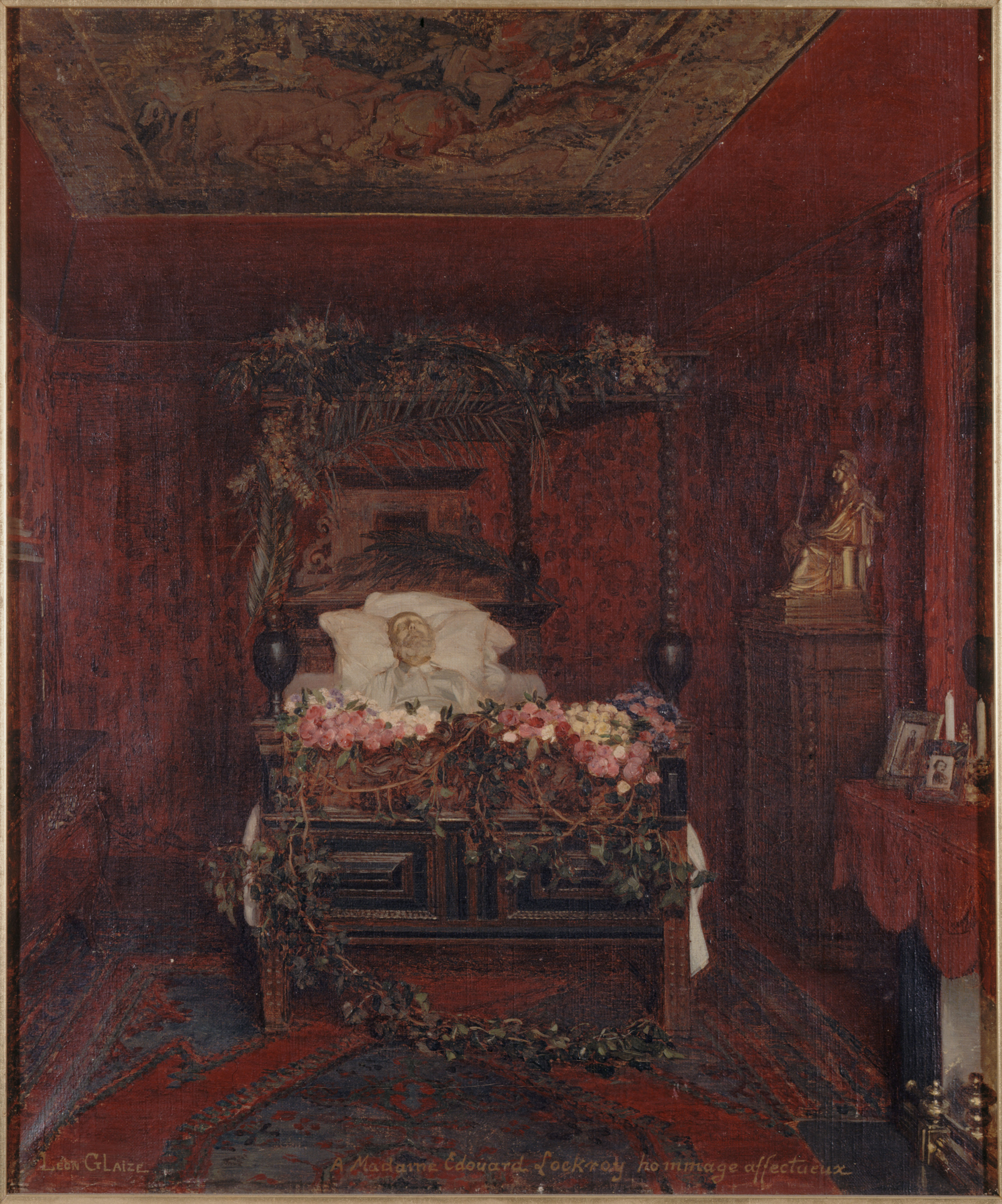
Victor Hugo sur son lit de mort, par Pierre-Paul-Léon Glaize, 1885, Maison de Victor Hugo
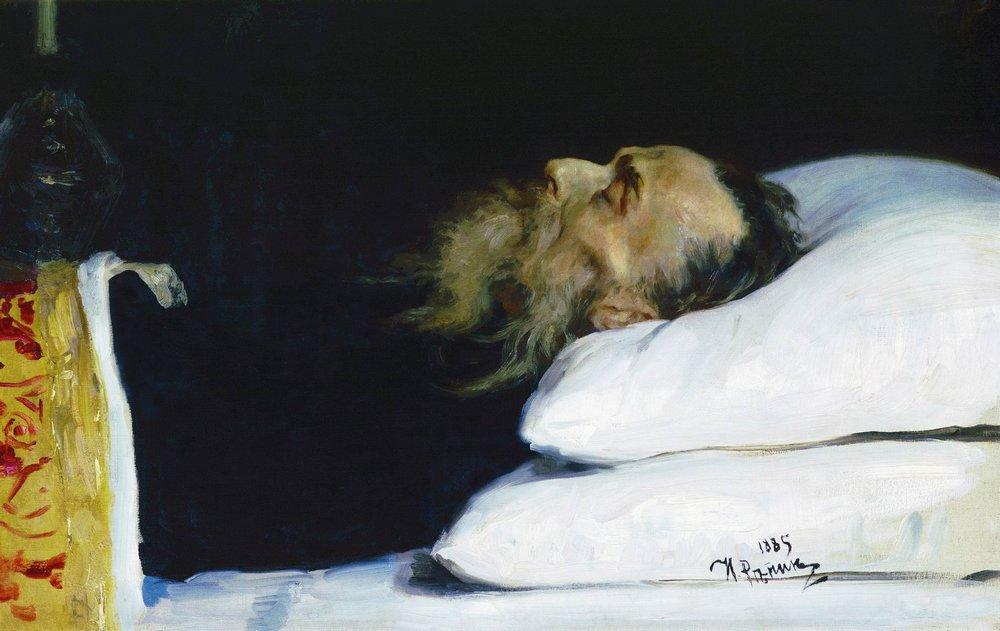
Nikolaï Ivanovich Kostomarov, par Ilia Répine, 1885, Musée national de peinture de Kiev

#### La mort de Théodore Géricault

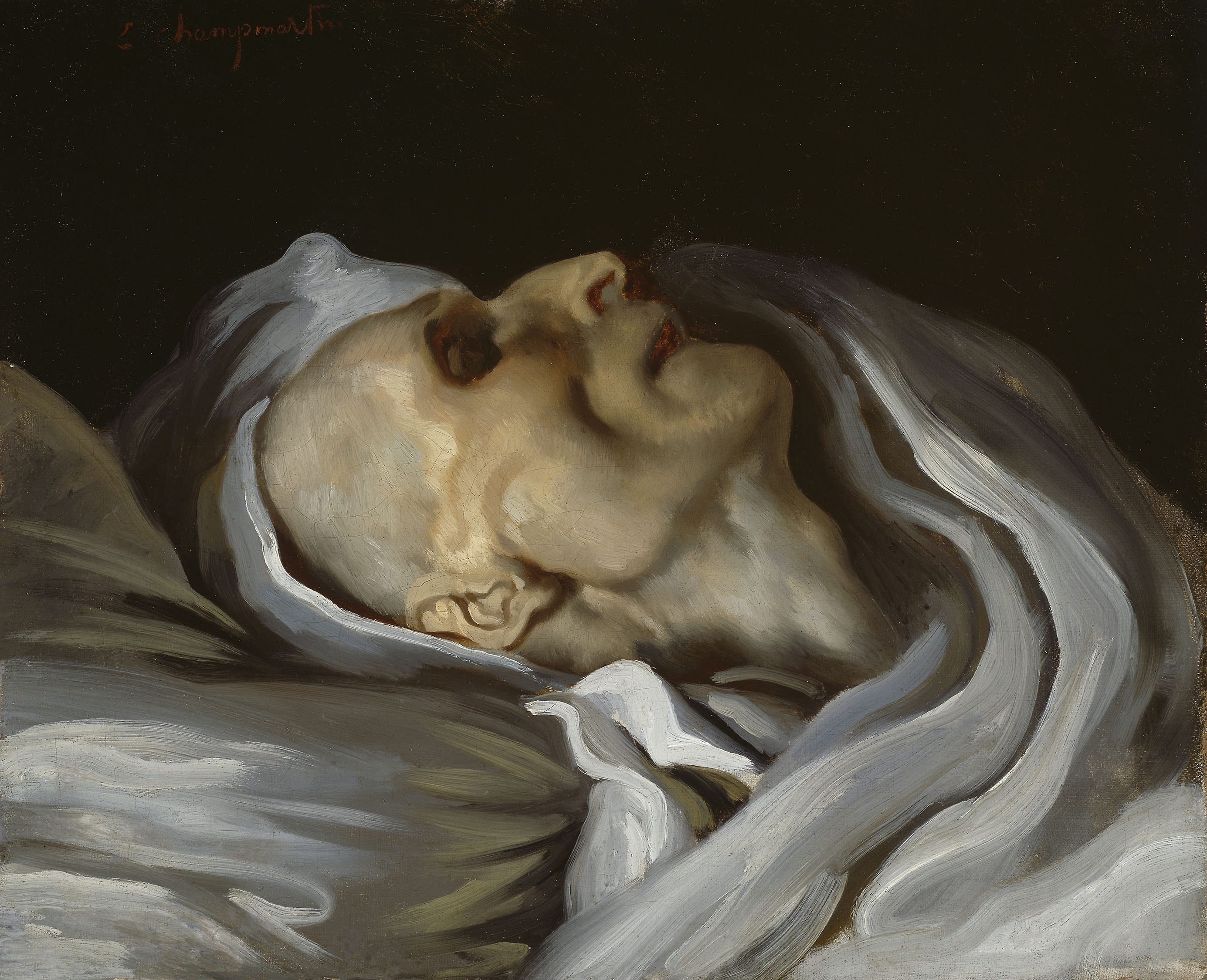
Charles-Émile de Champmartin, Tête de cadavre, dit aussi Théodore Géricault sur son lit de mort, Art Institute of Chicago

Théodore Géricault meurt le 26 janvier 1824 à six heures du matin et est inhumé le 28. Huit jours avant la mort de son ami, Ary Scheffer avait fait un dessin qu'il reprendra quelques mois plus tard pour son tableau La Mort de Géricault, où l'agonisant, malgré son visage décharné, est bien reconnaissable par son nez aquilin et sa barbe rousse. Le moulage du masque mortuaire a bien pris l'empreinte de cette barbe. Avant d'être attribué en 1985 à Charles-Émile Callande de Champmartin, le tableau Tête de cadavre acquis en 1937 par l'Art Institute of Chicago et présenté maintenant par cette institution comme « Théodore Géricault sur son lit de mort » était tenu comme faisant partie de la série des études anatomiques dessinées ou peintes par Géricault et ses disciples en préparation du Radeau de La Méduse. On remarque que cette étude non datée ne comporte aucune pilosité faciale, à la différence des portraits ante-mortem et du masque mortuaire de Géricault.
Atteint du mal de Pott, Géricault a souffert et est resté alité pendant plusieurs mois avant de s'éteindre à l'âge de trente-deux ans. Ses représentations en malade cachectique ou agonisant sont à l'opposé de l'expression « mort de sa belle mort » comme du concept de la « bonne mort » chrétienne (cf. Aspects techniques, présentation et mise en scène).

### Enfants
Bien  qu'en diminution régulière, la mortalité infanto-juvénile était très élevée jusqu'au XIXe siècle, entrainant de la part des familles un grand nombre de portraits d'enfants morts, d'abord en peinture et aux Pays-Bas, dont le premier exemple d'enfant sur un lit de mort remonte à 1584,,,, en Angleterre et en Espagne, puis en nombre encore plus important dans tous les pays lorsque la photographie s'est imposée, particulièrement aux États-Unis. En plus de tous ces nouveau-nés, nourrissons et enfants isolés, on peut voir plusieurs exemples de jumeaux (entre autres, Les jumeaux de Jacob de Graeff et Aeltge Boelens, par un peintre anonyme en 1617), des triplés (entre autres, Dode drieling in een wieg, par Samuel Baruch Benavente en 1830), quelques quadruplés, dont l'étonnant tableau des enfants de Jacobus Pieterszoon Costerus et Cornelia Jans Coenraadsdochter , Les quadruplés de Dordrechts de 1621, où le premier est représenté mort et les trois autres comme encore vivants, alors qu'un seul a survécu.
C'est dans les Pays-Bas méridionaux catholiques et plus encore dans les Provinces-Unies protestantes que les portraits peints d'enfants morts ont été les plus nombreux, constituant avec plus de trois cent exemples connus le plus important corpus relatif au portrait post-mortem en peinture. L'exposition de 1998 au musée Teyler, Le portrait mortuaire hollandais de 1500 à aujourd'hui, était entièrement consacrée au portrait en peinture et photographie, tandis que celle intitulée Pride and joy: children's portraits in the Netherlands, 1500–1700 (en) exposait plusieurs exemples d'enfants morts, en allégories, portraits de famille ou seuls sur leur lit de mort. Ces portraits deviennent moins fréquents à partir des années 1680, disparaissent complètement pendant le siècle des Lumières et reviennent un peu au XIXe siècle, mais alors fortement concurrencés par la photographie.
Une représentation des plus courantes, adoptée également pour des individus plus âgés célibataires et restés vertueux, comporte une couronne faite de fleurs et de feuilles, avec également des fleurs dans les mains et autour de l'enfant. Les fleurs et plantes utilisées sont les roses, écloses ou en bouton, l'œillet, la jonquille, le romarin, le buis, le laurier, la palme, la fougère, le blé, etc., toutes à valeur symbolique. L'iconographie protestante voudra se débarrasser de tout ce qui était considéré comme superstition papiste, mais sans être vraiment complètement suivie. Il se peut aussi que cette profusion de fleurs ait eu en partie le rôle de masquer l'odeur désagréable de la mort,. Lorsque l'enfant n'est pas couronné, il porte une petite coiffe blanche, ou est très rarement tête nue. L'habit peut être un linceul, et parfois la couche repose sur de la paille ; celle-ci était censée retenir l'âme encore errante avant l'enterrement, après quoi elle était immédiatement brûlée,.

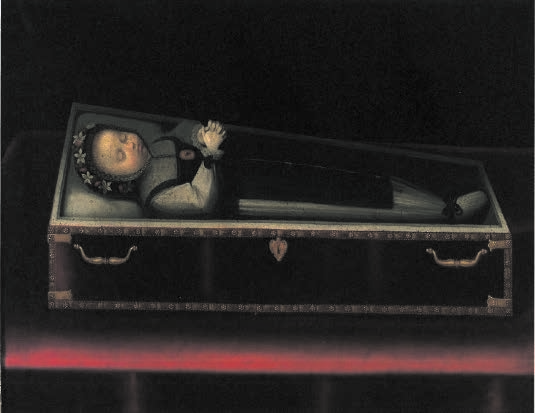
Juan Pantoja de la Cruz, l'infante María dans son cercueil, 1603, Monastère des Déchaussées royales, Madrid
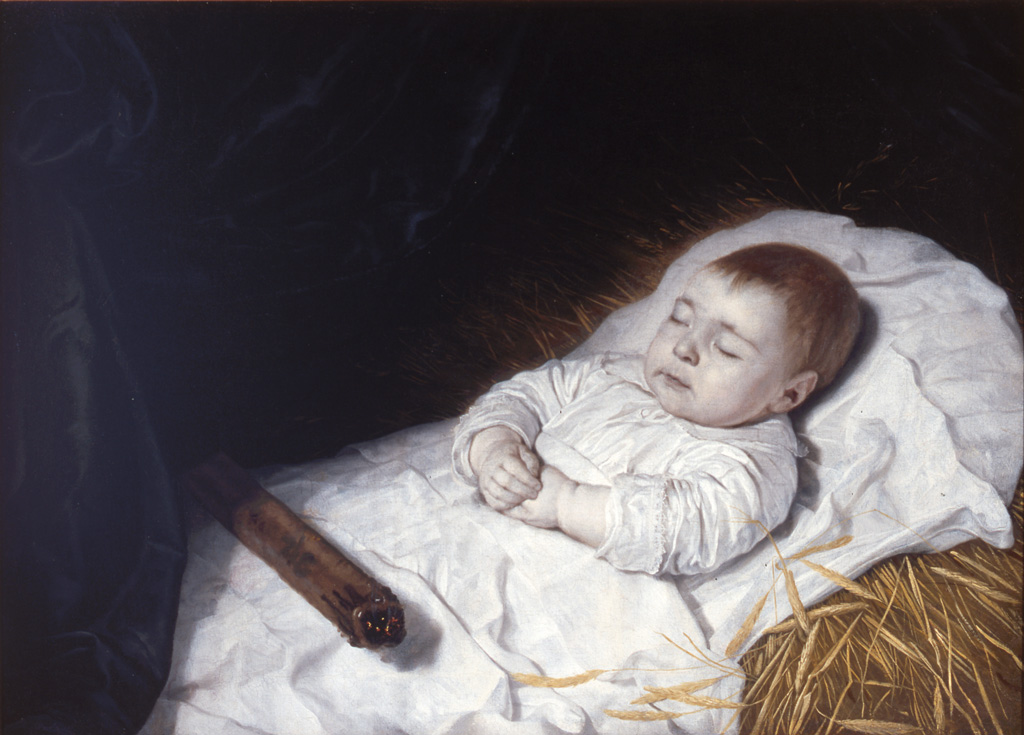
Bartholomeus van der Helst, enfant sur son lit de mort, c.1645, Musée de Gouda
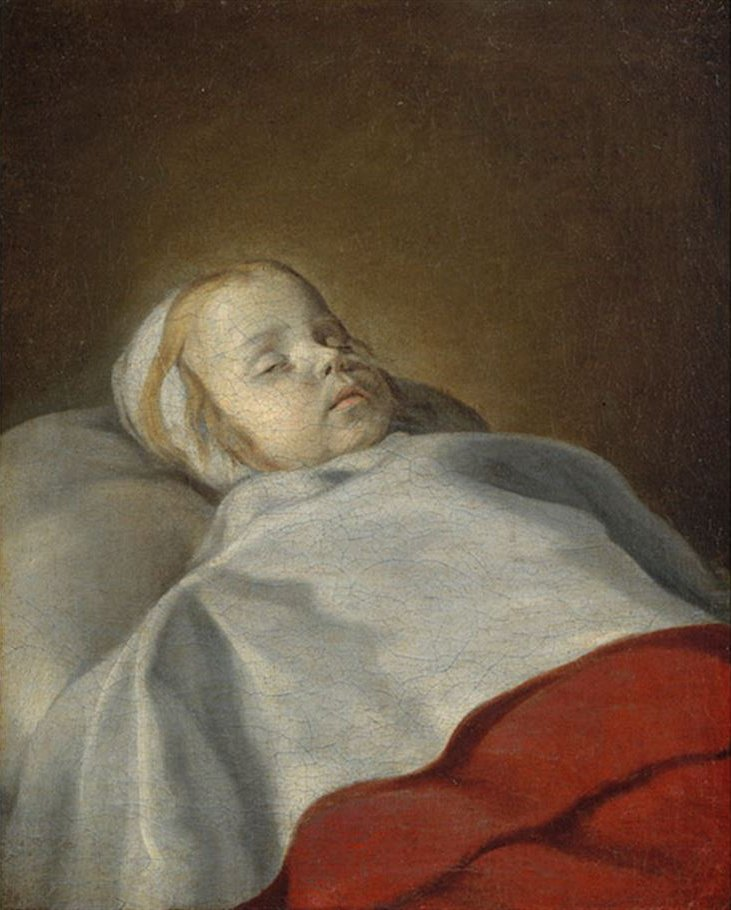
Portrait d'un enfant mort, par un anonyme flamand, c.1650, musée de Besançon
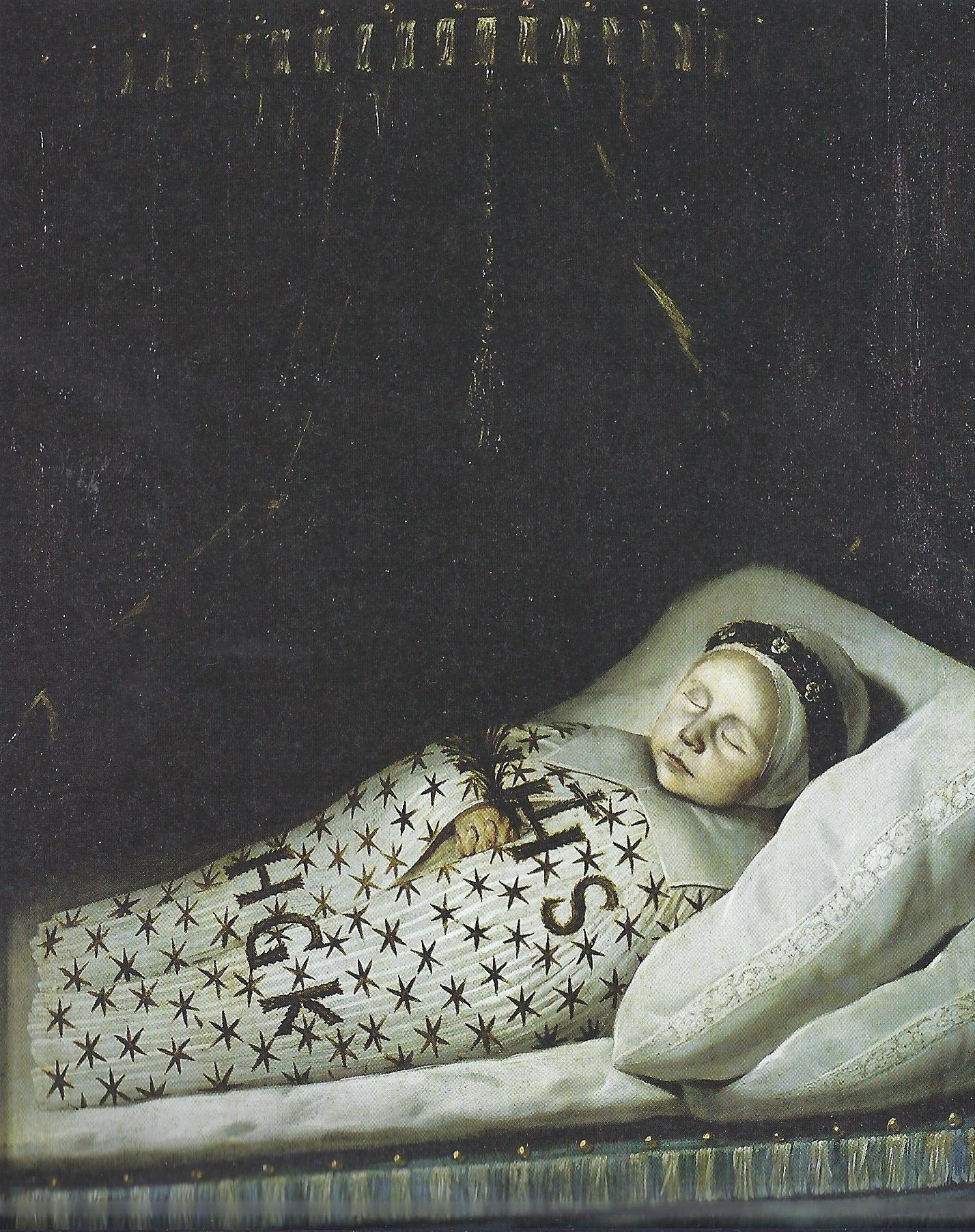
Jan Jansz. de Stomme (en), portrait d'un enfant mort, 1654, musée de Groningue
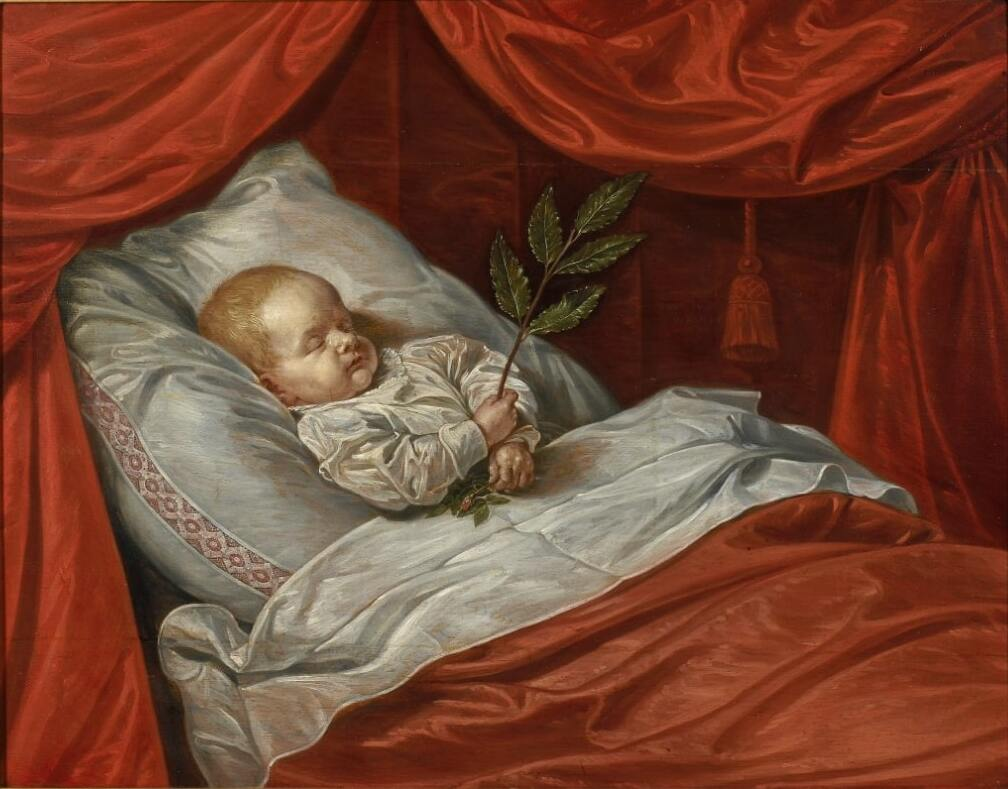
Matthijs van den Bergh (nl), jeune garçon sur son lit de mort, 1658, Rubenshuis

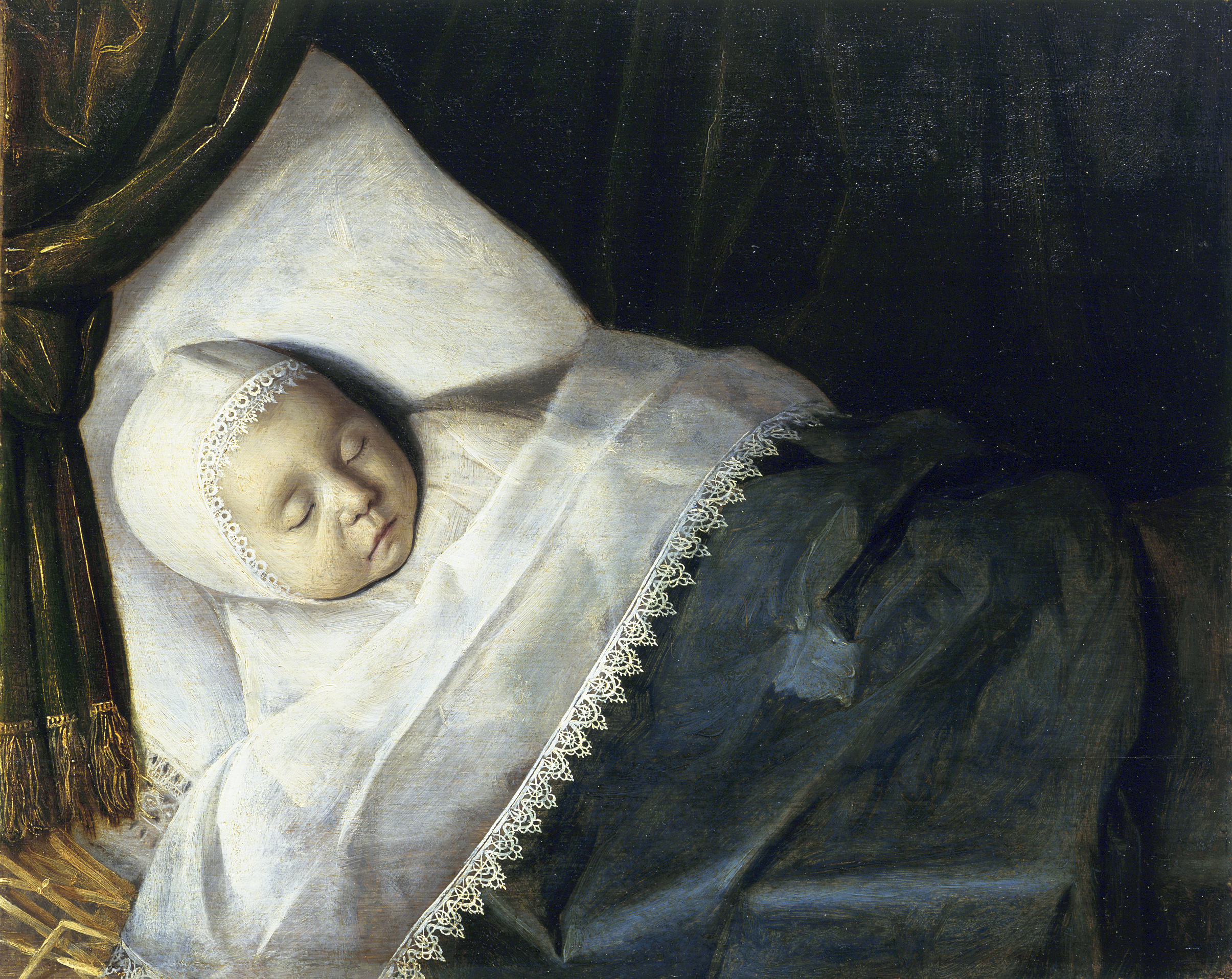
Antonie Palamedesz (?), un enfant de la famille Honigh sur son lit de mort, c.1675-1700, Mauritshuis
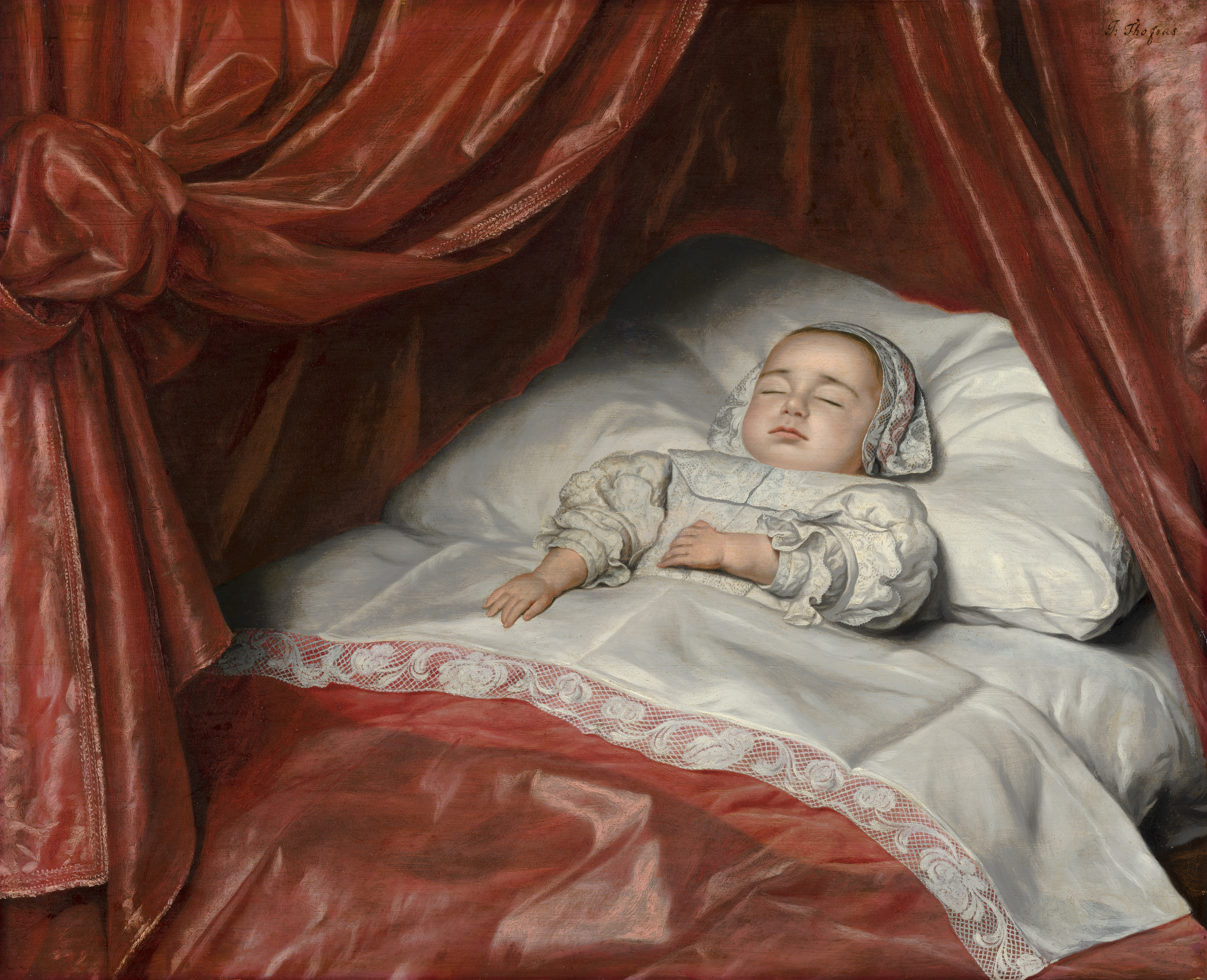
Johannes Thopas (de), portrait probable de Catharina Margaretha van Valkenburg, 1682, Mauritshuis
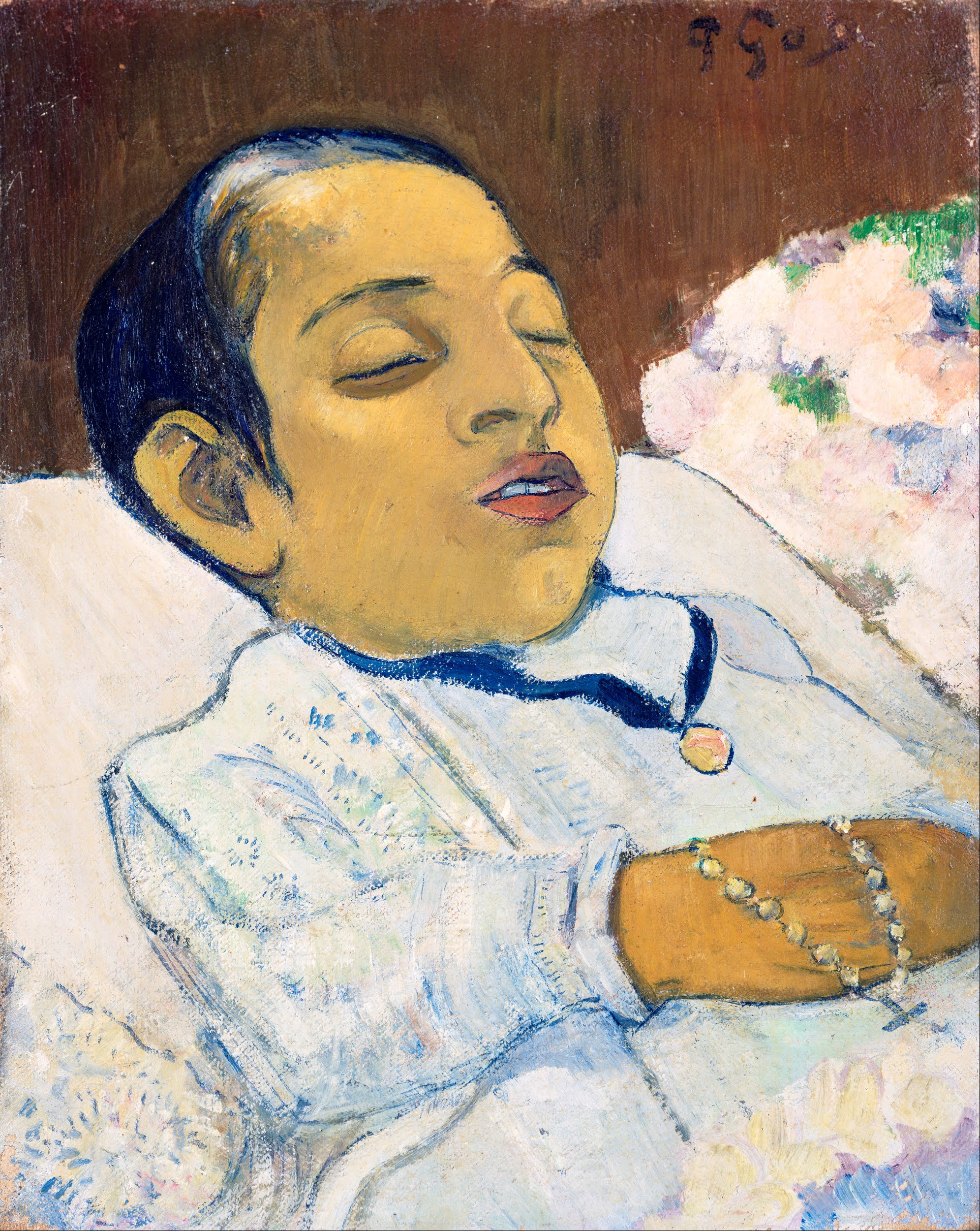
Paul Gauguin, Aristide "Atiti" Suhas, 1892, musée Kröller-Müller
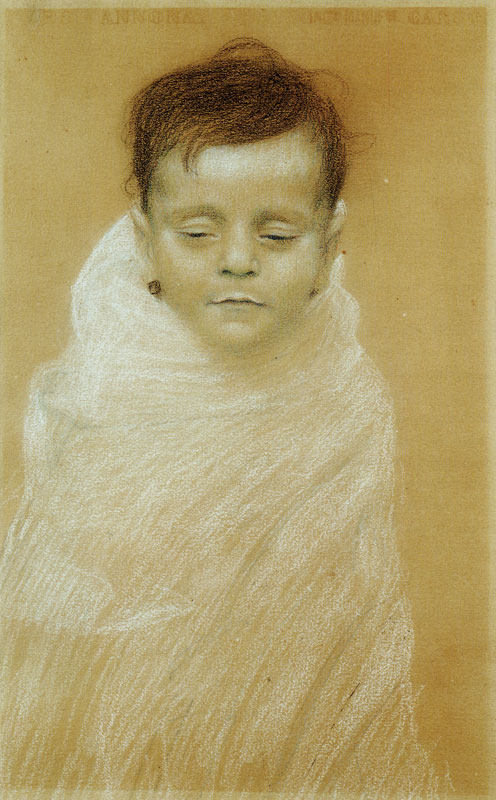
Gustav Klimt, portrait de son fils mort, 1902

On a pu qualifier de « glauques » des portraits d'enfants morts photographiés comme s'ils étaient vivants. Jusqu'à l'apparition de la photographie, et même après, les portraits en peinture ont en général évité ce type de mise en scène ; un rare exemple contraire (intitulé pendant un temps Fille endormie) est Une fillette morte  par Pavel Künl (sl) vers 1857. Mais, dès le milieu du XVIe siècle aux Pays-Bas, l'enfant est représenté parfois au sein de sa famille, avec ses frères et sœurs, en apparence aussi vivant qu'eux, ou déjà avec les signes de la mort. D'autres curieux exemples sont donnés par Nicolaes Maes, avec des garçonnets en Ganymède enlevé par l'aigle divin et des fillettes emportées par des anges, et aussi un enfant assis richement habillé et couronné de fleurs.

### Adultes jeunes
Hormis des personnages très connus (le général Letellier, Géricault, Armand Carrel, Pouchkine, Ferdinand-Philippe d'Orléans…), les portraits post-mortem d'adultes jeunes sont plus souvent ceux d'une femme ; le décès en couches, par mort subite (comme Lady Digby ou Emilie Sohn) ou violente (le suicide de Ria Munk) bouleverse les parents ou l'époux, qui font faire un dernier portrait de la disparue.

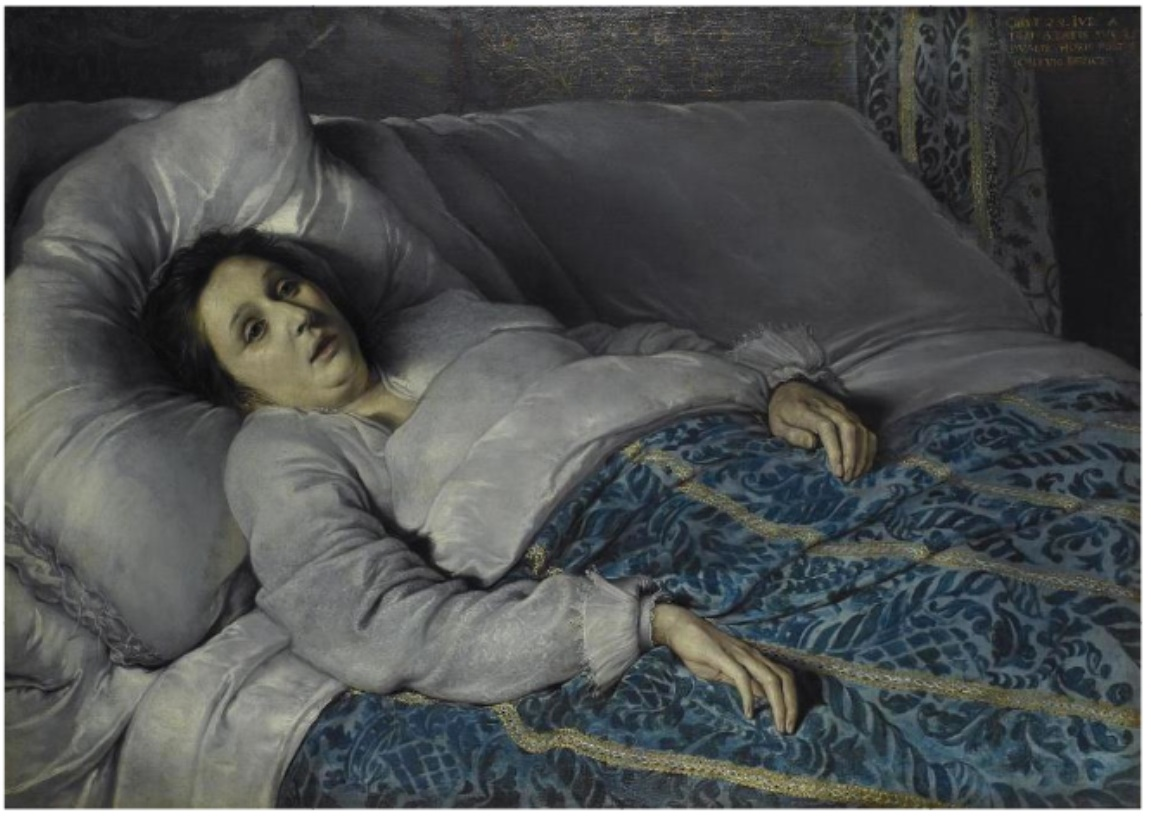
Jeune Femme sur son lit de mort, par un peintre anonyme flamand, 1621, musée des Beaux-Arts de Rouen
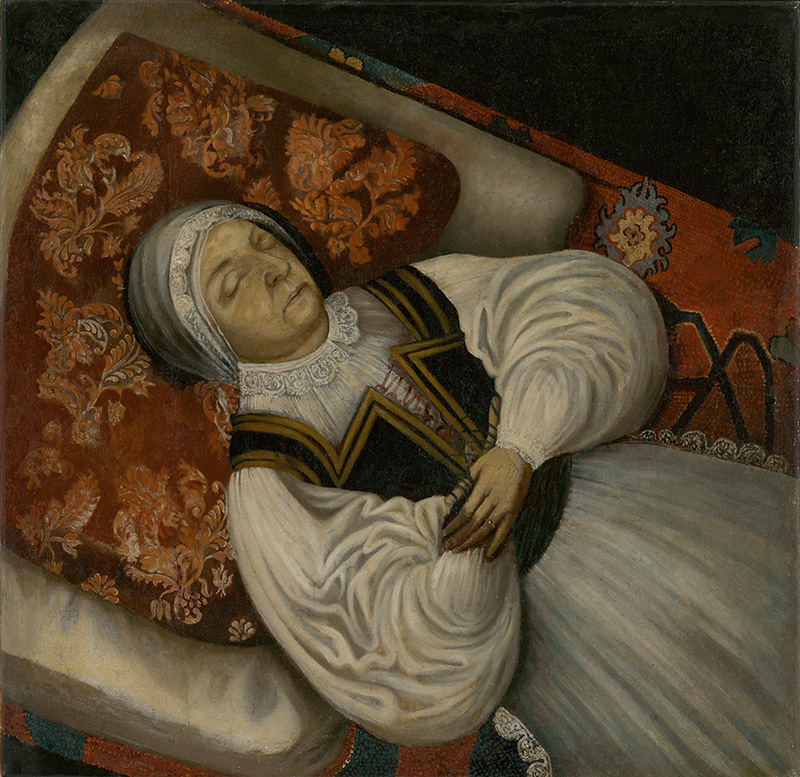
K. Horváth Stansithová, née Kissov, c.1670-1700, Galerie nationale slovaque de Bratislava
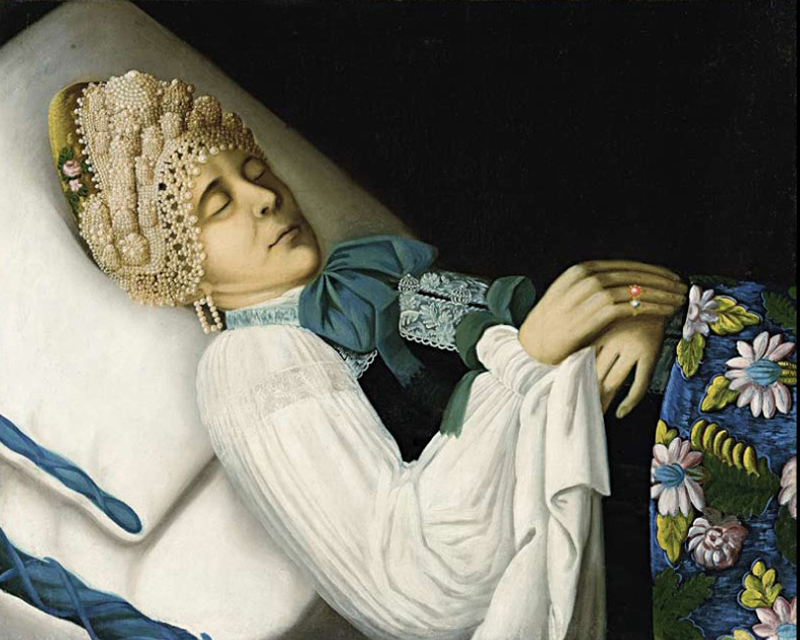
L'épouse d'un marchand de Toropets (Russie), XIXe siècle, Musée d'histoire et d'art de Iegorievsk
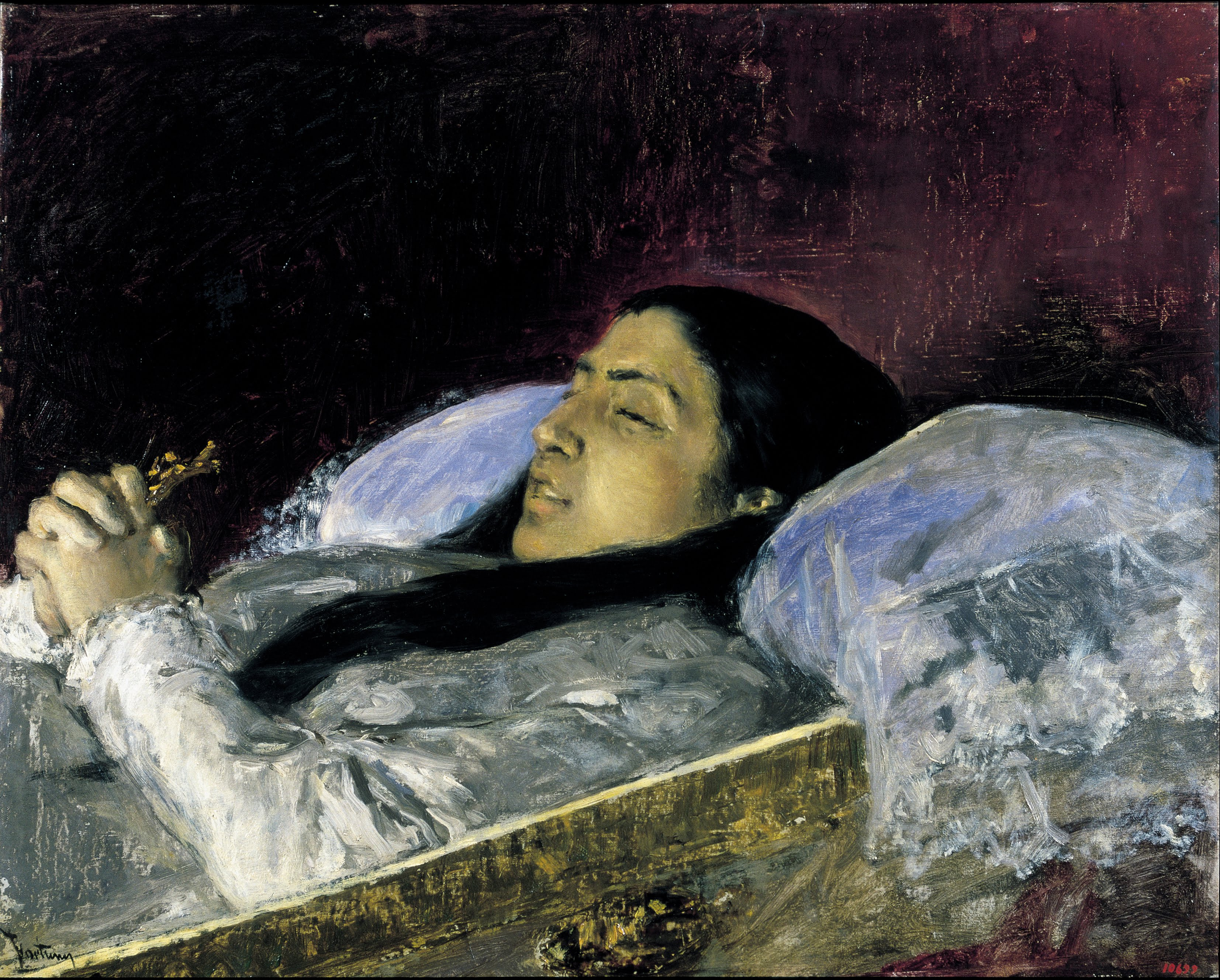
Mlle Del Castillo sur son lit de mort, par Mariano Fortuny y Marsal, 1871, musée national d'Art de Catalogne
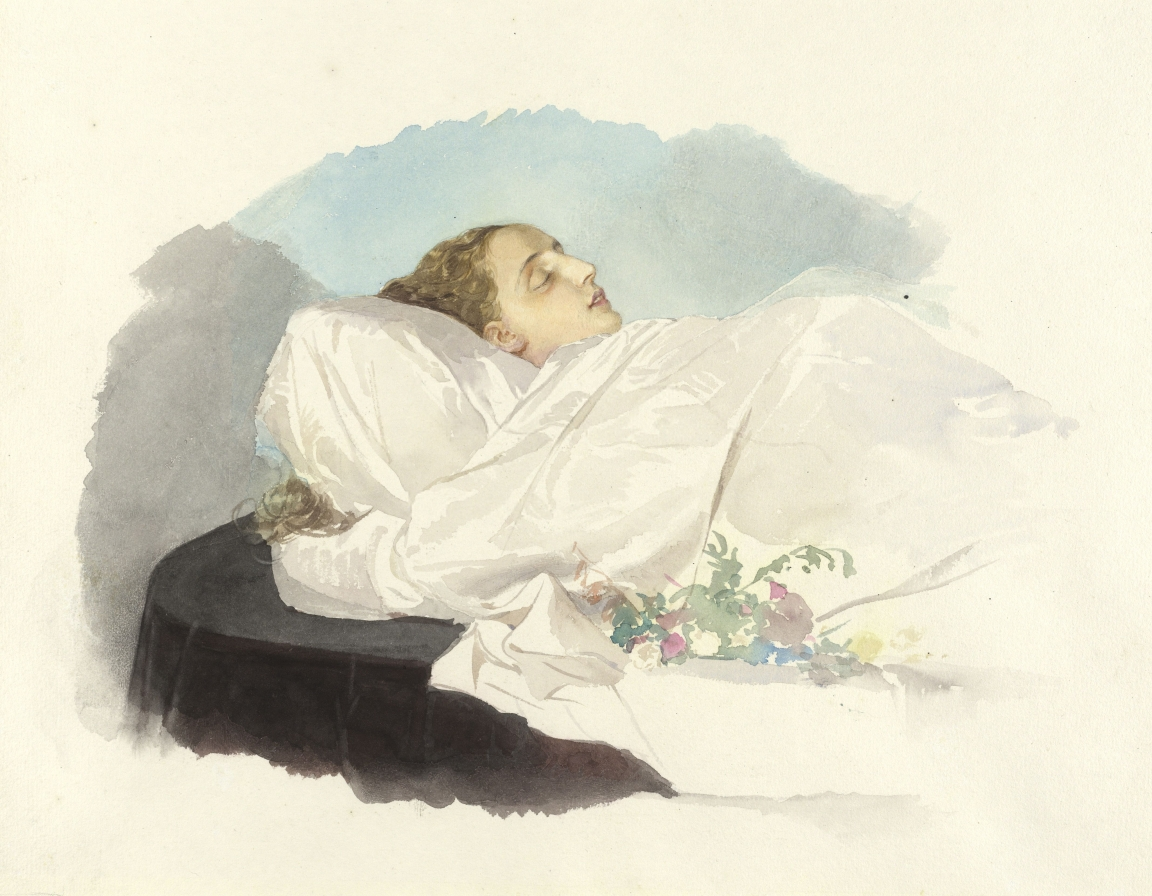
La princesse Maria Annunziata de Bourbon-Deux Siciles, 1871
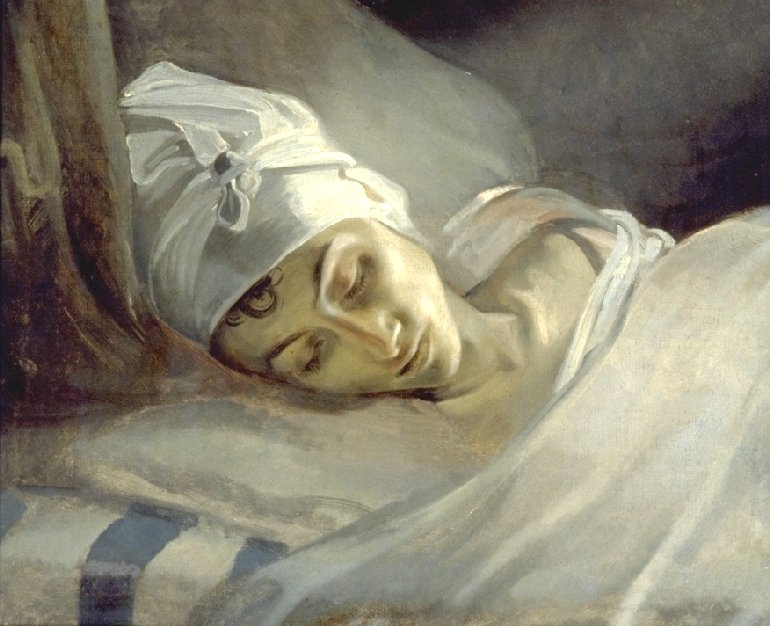
Portrait d'une jeune fille morte, par Firmin Desclos, c.1840, musée des Beaux-Arts de Calais
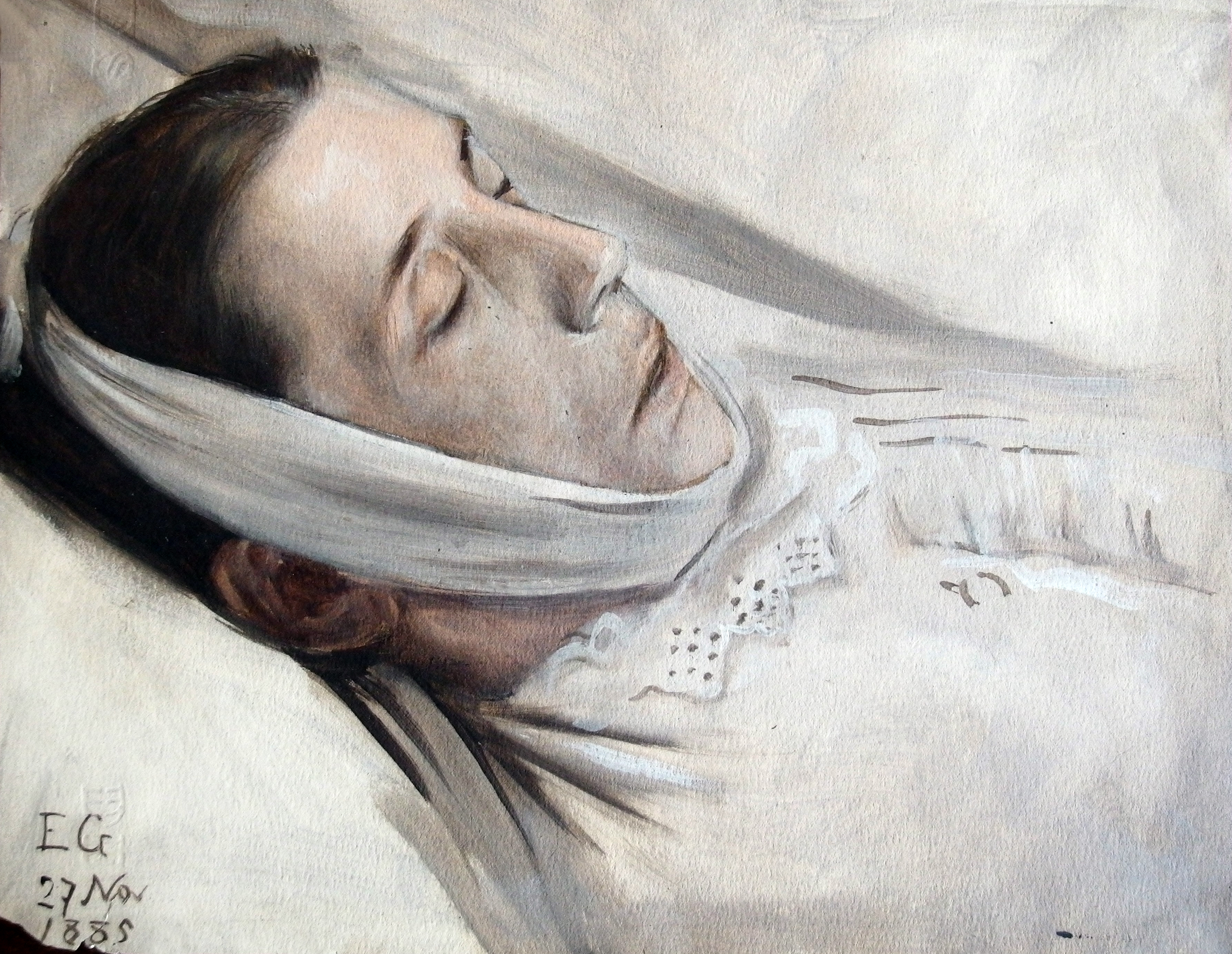
Emilie Sohn, par Eduard Gebhardt, 1885

## Le portrait post-mortem comme œuvre d'art
Dès le début de la Renaissance italienne, les artistes Cennino Cennini (1390) et Leon Battista Alberti (1453), puis Giovanni Andrea Gilio (it) (1564), Giovanni Paolo Lomazzo (1584) et le cardinal Gabriele Paleotti émettent leurs préceptes concernant la peinture des cadavres,. Tous ces peintres étaient plus préoccupés de peinture religieuse, en particulier de la représentation du Christ, que des portraits des gens d'ici-bas. Le genre du portrait post-mortem est aussi délaissé en France, où seul Philippe de Champaigne, d'origine flamande, donne à plusieurs reprises des indications sur la façon de peindre les morts. C'est lui qui fera le portrait de Richelieu sur son lit de mort en 1642.
Lorsque le genre se développe dans les pays du Nord, ce sont souvent des peintres anonymes ou de l'entourage d'artistes connus tels les Cranach, Rubens ou Rembrandt, qui sont les auteurs des tableaux. Tous les auteurs des splendides moniales couronnées de l'Amérique espagnole restent des anonymes. En Nouvelle-France, à l'exception de Claude François, le talent des peintres frise l'amateurisme,. C'est le peu de notoriété des artistes, associé au caractère particulier de ce genre de représentation, à sa destination familiale privée et à la répugnance ou au moins le malaise suscité par l'image d'un cadavre, qui font que beaucoup de portraits post-mortem n'ont pas été considérés comme œuvres d'art. Les quelques chercheurs qui ont consacré des travaux au XXIe siècle à ce genre pictural s'accordent à dire qu'il a été très peu étudié en histoire de l'art,,,. Les livres d'art, sur la peinture en général ou sur le portrait en particulier, n'y consacrent jamais le moindre paragraphe. Au cours des siècles, les peintures se sont détériorées, et, comme l'a exposé Philippe Ariès,, la mentalité face à la mort a évolué : les héritiers de ces tableaux macabres les relèguent dans les remises ou les greniers, et beaucoup ont été détruits ou brûlés pendant le XXe siècle. Très peu sont alors conservés, restaurés et passent dans les collections des musées ; un rare exemple est le tableau exposé au musée des Beaux-Arts de Rouen, Jeune Femme sur son lit de mort, peint le 26 juillet 1621 par un artiste flamand anonyme.
La vision d'un cadavre, a fortiori représenté de façon très réaliste, est propre à entrainer la répugnance du spectateur. Marie-Philippe Coupin de la Couperie, peintre de style troubadour contemporain de Géricault, a clairement énoncé son point de vue lors de l'exposition controversée du Radeau de La Méduse : « Le but de la peinture est de parler à l'âme et aux yeux, et non de repousser le public ». Deux siècles plus tard, le sujet a bien évolué, ainsi que l'ont exposé Anne Carol et Isabelle Renaudet en répondant à leur question « À quelles conditions et selon quelles normes esthétiques, à un moment donné, le cadavre peut-il devenir un objet d'art ? »
De façon également discutable, quoique évoqué seulement pour les portraits post-mortem, a été avancé l'argument qu'un tableau n'est pas une œuvre d'art lorsqu'il n'est pas destiné à être exposé. Néanmoins, des artistes comme Philippe de Champaigne, Van Dyck, Géricault, Van Gogh, Gauguin, Munch, Klimt, Picasso et bien d'autres certes moins célèbres — avec quand-même de fausses attributions à Champaigne, Velázquez, Zurbarán, etc. — ont réalisé des portraits qui sont maintenant dans les collections des plus prestigieux musées du monde.
Dans les années 1890, Edvard Munch peint plusieurs fois sa mère sur son lit de mort — de mémoire, car il avait cinq ans quand elle est morte —, dans La Mort et le Printemps, L'Ange de la mort, La mère morte et l'enfant  et L'Enfant et la Mort, tous ces tableaux étant destinés à être exposés.
Aux commandes publiques ou privées s'opposent en effet les cas des artistes qui prennent eux-mêmes palette et pinceaux pour réaliser l'image ultime d'un être cher. L'exemple certainement le plus célèbre est celui de madame Monet sur son lit de mort, vêtue selon la coutume de sa robe de mariée (Claude Monet, Camille sur son lit de mort, 1879), mais Ary Scheffer, Paul Delaroche, Jean-Jacques Henner, Georges Seurat, Gustav Klimt, Ferdinand Hodler (cf. Portrait ante-mortem), James Ensor, Lucian Freud et beaucoup d'autres ont fait de même pour des membres de leurs familles.
En réalisant ces actes de vénération ou d'adoration, ces artistes poursuivaient la démarche commencée aux XVIe – XVIIe siècles — Luca Signorelli faisant le portrait de son fils mort, Dirk van Delen celui de son fils Pieter en 1626 et Gerard ter Borch dessinant en 1633 sa petite Catarijne de deux mois et demi dans son cercueil —, illustrée par la légende du Tintoret peignant sa fille Marietta morte mise en image au XIXe siècle par les peintres Léon Cogniet (Tintoret peignant sa fille morte), George H. Blackburn et Henry Nelson O'Neil.

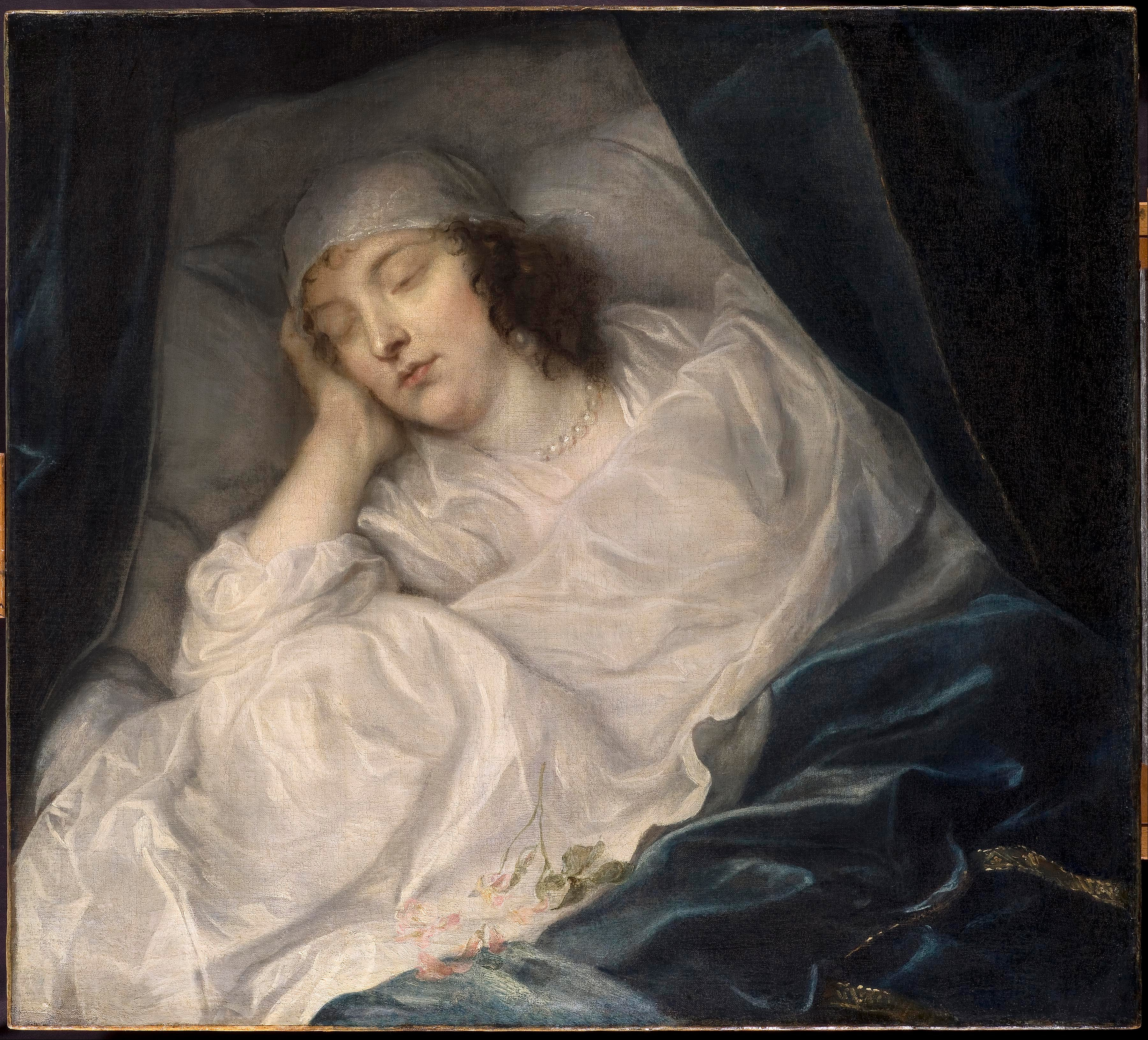
Venetia, Lady Digby (en) sur son lit de mort, par Sir Anthony Van Dyck, 1633, Dulwich Picture Gallery
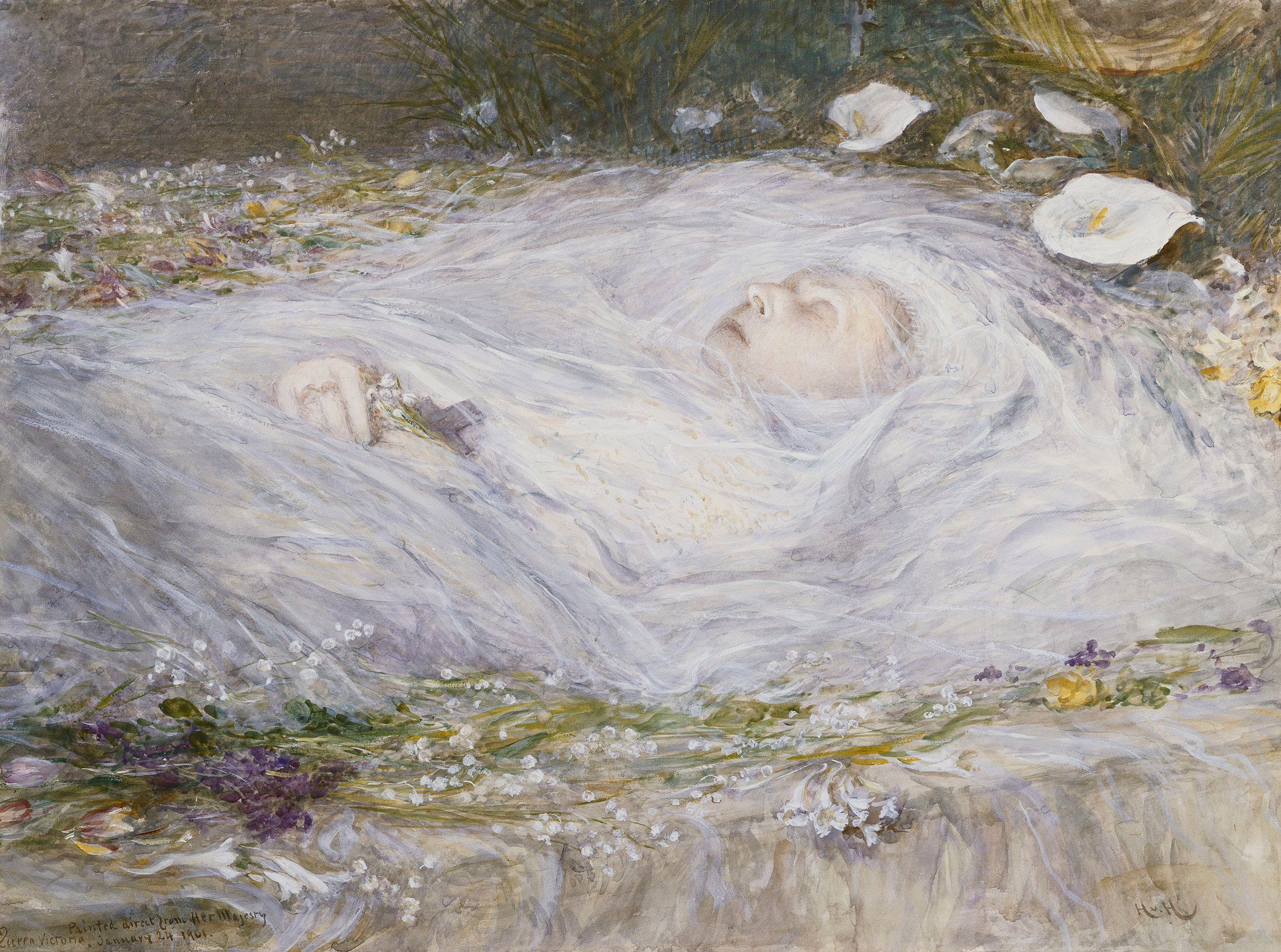
La reine Victoria sur son lit de mort, par Sir Hubert von Herkomer, 1901, Royal Collection
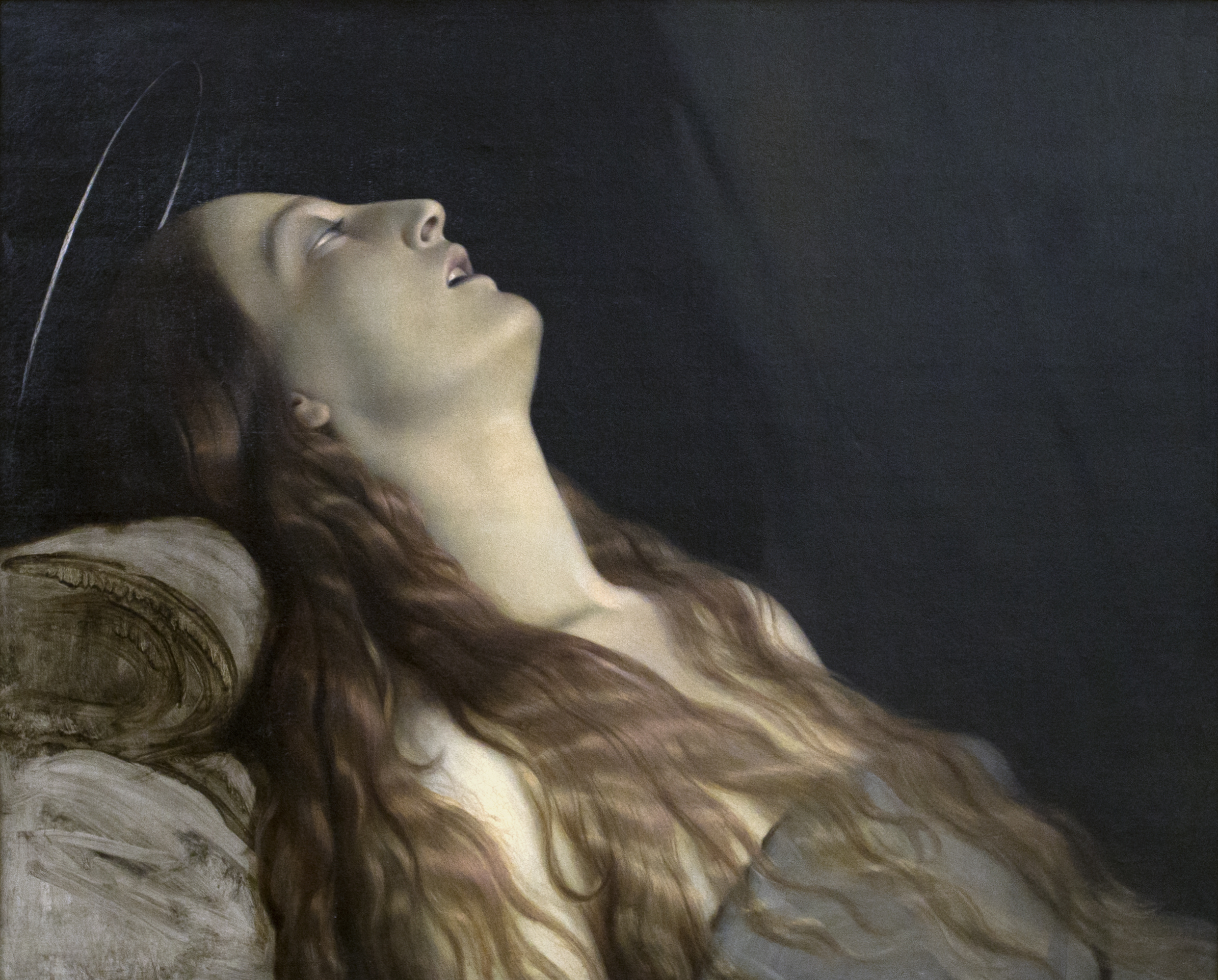
Paul Delaroche, La Femme de l'artiste, Louise Vernet, sur son lit de mort, 1846, musée d'Arts de Nantes
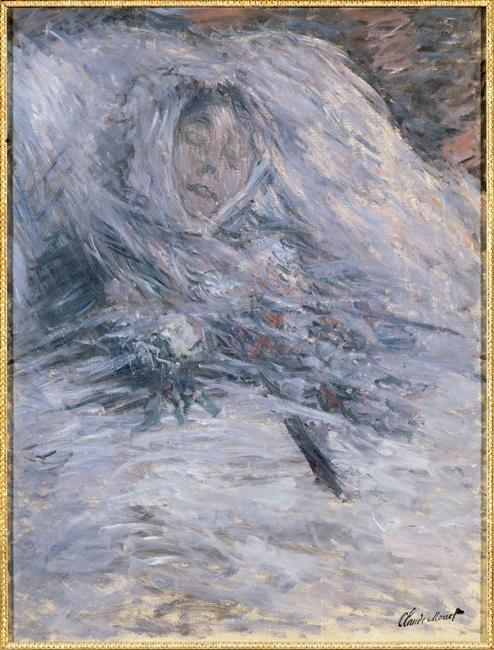
Claude Monet, Camille sur son lit de mort, 1879, musée d'Orsay

### En littérature
- Dans L'Éducation sentimentale, paru en 1869, Flaubert décrit comment le peintre Pellerin réalise le portrait post-mortem du fils de Frédéric et Rosanette.
- En 1876, Theodor Storm a conté dans la nouvelle Aquis submersus (de), qui a eu un grand succès public, maintes fois rééditée et traduite en plusieurs langues, l'histoire d'un peintre faisant le portrait de son fils mort noyé[76].
- Dans L'Œuvre de Zola, publié en 1886, le personnage de Claude Lantier peint le portrait de Jacques, son fils mort à l'âge douze ans ; cette peinture, L'Enfant mort, lui permettra pour la première et seule fois de sa vie d'être reçu au Salon.
- Le Portrait ovale d'Edgar Allan Poe.